# ラレド (テキサス州)
ラレド（英: Laredo、発音：英語ではləˈreɪdoʊ、スペイン語ではlaˈɾeðo）は、アメリカ合衆国テキサス州の都市。ウェブ郡の郡庁所在地である。人口は25万5205人（2020年）。アメリカ＝メキシコ国境に接している。リオ・グランデ川の対岸はメキシコのヌエボ・ラレドである。
経済はメキシコとの国際貿易に依存している。ラレドは国境の物流拠点として機能しており、主要な物流会社の大半がラレドに設備を持っている。ラレドは州間高速道路35号線の南端にあり、メキシコ北部の製造業者に近いことで、アメリカとメキシコの貿易における重要な役割を推進している。
ラレドはテキサスの6本の旗に加えて7本目の旗（リオ・グランデ共和国旗）を翻していることで特徴がある。ラレドは1755年に設立され、単なる集落から短期間ではあるがリオグランデ共和国の首都に、さらにアメリカ＝メキシコ国境でも最大の内陸港にまで成長してきた。今日、メキシコとの国境であるリオ・グランデ川の上には4つの国際道路橋と1つの鉄道橋が架かっている。ラレドの気候は夏が準乾燥、冬は温暖である。
ラレド国際空港が市域内にあるが、対岸のヌエボ・ラレドにもケツァルコアトル国際空港がある。プロスポーツ・チームとしてはラレド・バックス、ラレド・ブロンコスおよびラレド・ヒートの3つがある。市内にはテキサス農工国際大学とラレド・コミュニティカレッジがある。最大の祭りであるワシントン誕生日祝典は毎年2月の1ヶ月を使って開催され、数十万人の観光客を呼んでいる。この祝典に絡んで、ハラペーニョ（唐辛子）祭、ストックメンズボール、ポカホンタス王女ペイジェント、ミスター・サウステキサス・ランチョン、航空ショー、および2つの大きなパレードが行われる。

## 歴史

1892年のラレド

スペイン領ヌエバ・エスパーニャのヌエヴォサンタンデル地域に入っていた1755年に、ドン・トマス・サンチェスによってサン・アグスティン・デ・ラレドの集落が設立された。ビラ・デ・サン・アグスティン・デ・ラレドはスペインのカンタブリア州にあるラレドとヒッポの聖アウグスティヌスに因む命名だった。1840年、ラレドはアントニオ・ロペス・デ・サンタ・アナに反抗して独立したリオ・グランデ共和国の首都となり、その後軍事力によってメキシコに引き戻された。1846年、米墨戦争のとき、この町はテキサス・レンジャーズに占領された。戦後、グアダルーペ・イダルゴ条約によって、この土地はアメリカ合衆国に割譲された。このとき住民投票が行われ、地域を統治していたアメリカの軍政府に対して、町をメキシコに戻すよう請願が行われた。この請願は拒絶され、住民の多くの者が対岸のメキシコ領に入ってヌエボ・ラレドを設立した。1849年、アメリカ軍はマッキントッシュ砦（当初はキャンプ・クロウフォード）を建造した。ラレドは1852年に市政を布いた。

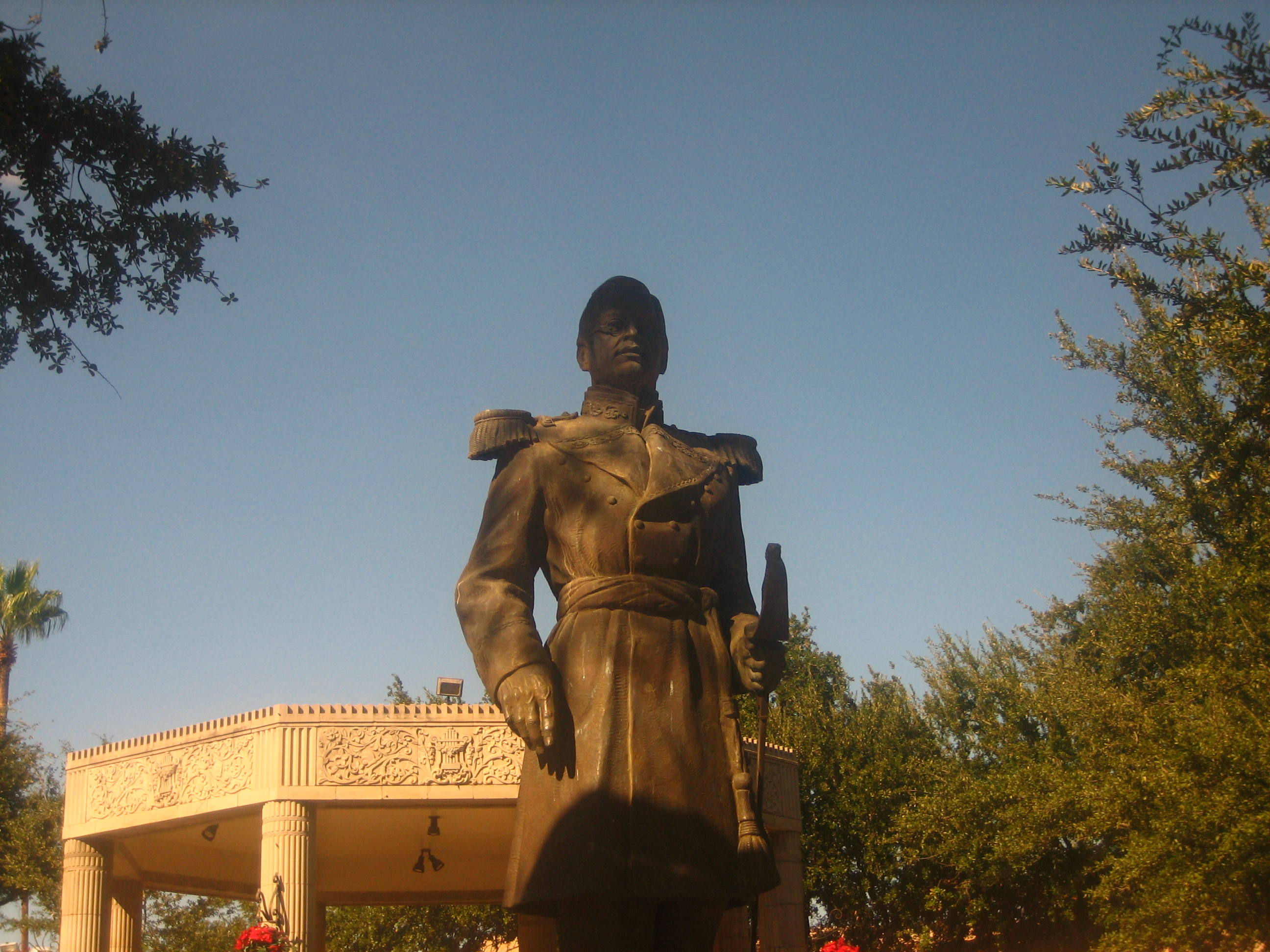
ラレド中心街のサン・アグスティン広場にあるメキシコのイグナシオ・サラゴサ将軍の像。1862年のプエブラの会戦で勝利し、ヒスパニックの英雄になった。

ラレドはアメリカ・メキシコ国境で最古の国境越え地点の一つであり、国内最大の通関用内陸港である。2005年、ラレドは設立250周年を祝った。
ラレドの名前がスペインのラレドの町から来たという説には不確かなところがある。学者によっては「砂と岩の多い場所」を意味する「グラレトゥム」から派生したと言う者がおれば、バスク語で「美しい牧場」を意味する言葉から派生したと言う者もいる。ラテン語でカモメを意味する「ラリダ」から派生した可能性もある。
1965年から1967年、NBCが『ラレド』と題するテレビ用西部劇シリーズを放送した。出演はフィリップ・キャリー、ウィリアム・スミス、ピーター・ブラウンおよびネヴィル・ブランドだった。続編の『ザ・バージニアン』と共に『ラレド』は国境地帯のテキサス・レンジャーズに焦点を当てていた。1958年、ABCはウォルト・ディズニーの一部としてミニシリーズ『テキサスのジョン・スローター』のエピソード『ラレドの待ち伏せ』を放送した。出演はトム・タイロン、クリス・アルケイドおよびジャドソン・プラットだった。

## 地理
アメリカ合衆国国勢調査局によれば、市域全面積は79.6平方マイル (206.0 km2)、このうち陸地は78.5平方マイル (203.2 km2)、水面は1.1平方マイル (2.8 km2)で水域率は1.37%である。

### 位置
リオ・グランデ平原の西端に位置するラレドは、エドワーズ台地の南、東は海岸平原、西はメキシコ山脈となっている。この地域には下藪、草地、オークおよびメスキートで覆われた幾つかの丘と平地がある。毎年開催されるコーラ・ブランカ・ビッグ・バック・コンテストにはアメリカ合衆国やメキシコ中から多くの狩猟者が集まる。

### 水面

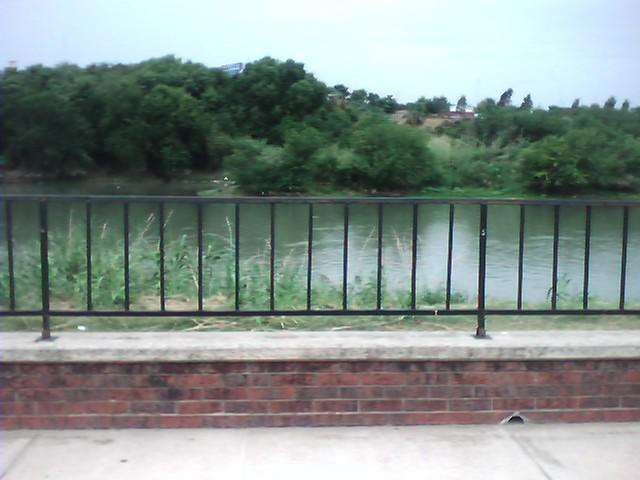
ラレドはリオ・グランデ川の北東岸に位置している

著名な地形として、リオ・グランデ川とカサブランカ湖国際州立公園内のチャコン・クリークに作った人造湖カサブランカ湖がある。この湖には371エーカー (1.5 km2) の土地と水面1650エーカー (6.6 km2)がある。チャコン・クリークの他、サン・イルデフォンソ・クリーク、サン・イグナシオ・クリーク、サンタ・イザベル・クリーク、ソンブレリリート・クリーク、およびザカテ・クリークと6本のクリークがある。全てリオ・グランデ川に注いでいる。サン・イルデフォンソ・クリーク湖（面積で2番目）とソンブレリリート・クリーク湖（同3番目）など幾つかの人造湖があり、他にも小さな湖がある。

## 気候
ラレドの気象は西のシエラマドレ・オリエンタル山脈と東のメキシコ湾、およびメキシコ北部のソノラ砂漠の影響を受ける。太平洋からの水蒸気はメキシコの山脈で遮られる。その地理的位置付けのために長期間暑さが続くことから突然の驟雨まで、また短時間の竜巻と変化しやすい。冬の間はテキサス南部で標準的な寒冷さがあるが、降雪は滅多にない。2004年のクリスマスの朝に数時間の降雪があった。
ラレドの夏は、平均最高気温約99°F (37℃)、平均最低気温約75°F (24℃)と暑く、1年間に20インチ (500 mm) の降雨がある。ラレドはときたま干魃となるので、2003年に節水条例が執行された。
ケッペンの気候区分ではステップ気候(BSh)に属す。
| ラレドの気候           | ラレドの気候 | ラレドの気候 | ラレドの気候 | ラレドの気候 | ラレドの気候 | ラレドの気候 | ラレドの気候 | ラレドの気候 | ラレドの気候 | ラレドの気候 | ラレドの気候 | ラレドの気候 | ラレドの気候  |
| 月                     | 1月          | 2月          | 3月          | 4月          | 5月          | 6月          | 7月          | 8月          | 9月          | 10月         | 11月         | 12月         | 年            |
| ---------------------- | ------------ | ------------ | ------------ | ------------ | ------------ | ------------ | ------------ | ------------ | ------------ | ------------ | ------------ | ------------ | ------------- |
| 最高気温記録 °C （°F） | 35 (95)      | 39 (103)     | 41 (105)     | 43 (110)     | 46 (114)     | 46 (114)     | 45 (113)     | 44 (111)     | 43 (110)     | 40 (104)     | 36 (97)      | 35 (95)      | 46 (114)      |
| 平均最高気温 °C （°F） | 20 (68)      | 23 (73)      | 28 (82)      | 32 (89)      | 35 (95)      | 38 (100)     | 39 (102)     | 38 (101)     | 35 (95)      | 31 (87)      | 25 (77)      | 21 (69)      | 31 (87)       |
| 平均最低気温 °C （°F） | 7 (44)       | 9 (48)       | 13 (56)      | 17 (63)      | 21 (70)      | 23 (74)      | 24 (75)      | 24 (75)      | 22 (71)      | 17 (63)      | 12 (53)      | 7 (45)       | 16 (61)       |
| 最低気温記録 °C （°F） | −7 (19)      | −7 (20)      | −3 (27)      | 0 (32)       | 7 (45)       | 14 (58)      | 19 (66)      | 16 (61)      | 9 (49)       | −2 (28)      | −3 (27)      | −12 (11)     | −12 (11)      |
| 降水量 mm （inch）     | 19.3 (0.76)  | 23.9 (0.94)  | 23.4 (0.92)  | 39.4 (1.55)  | 69.3 (2.73)  | 75.9 (2.99)  | 45.5 (1.79)  | 61.5 (2.42)  | 69.3 (2.73)  | 69.1 (2.72)  | 28.7 (1.13)  | 21.6 (0.85)  | 546.9 (21.53) |
| 出典：                 |              |              |              |              |              |              |              |              |              |              |              |              |               |

## 人口動態
ラレドはアメリカ合衆国の人口の多い都市100傑では88番目になる。2006年の推計では人口231,470人となっている。アメリカ合衆国国勢調査局によれば、2000年の国勢調査でラレドはアメリカ合衆国の中でも2番目に高い人口成長率だった（1番はネバダ州ラスベガス）。
以下は2005年の推計人口統計データである。
| 基礎データ - 人口: 207,787人 - 男:99,675人 - 女:108,112人 - 世帯数: 56,247世帯 - 人口密度: 868.9人/km2（2,250.5人/mi2） - 住居数: 60,816軒 - 住居密度: 295.2軒/km2（774.7軒/mi2） 人種別人口構成 - 白人: 86.6% - アフリカン・アメリカン: 0.5% - ネイティブ・アメリカン: 0.3% - アジア人: 0.4% - 太平洋諸島系: 0.0% - その他の人種: 11.5% - 混血: 0.8% - ヒスパニック・ラテン系: 94.9% 年齢別人口構成 - 18歳未満: 35.5% - 18-24歳: 11.4% - 25-44歳: 29.5% - 45-64歳: 15.8% - 65歳以上: 7.8% - 年齢の中央値: 27歳 - 性比（女性100人あたり男性の人口） - 総人口: 92.2 - 18歳以上: 87.2 | 世帯と家族（対世帯数） - 持ち家世帯数: 33,832 世帯 - 借家世帯数:22,415 世帯 - 結婚・同居している夫婦: 62.0% - 未婚・離婚・死別女性が世帯主: 18.7% - 非家族世帯: 14.7% - 単身世帯: 12.7% - 65歳以上の老人1人暮らし: 5.2% - 平均構成人数 - 世帯: 3.69人 - 家族: 4.18人 収入と家計 - 収入の中央値 - 世帯: 32,019米ドル - 家族: 32,577米ドル - 人口1人あたり収入: 12,269米ドル - 貧困線以下 - 対家族数: 29.2% |

## 市政府

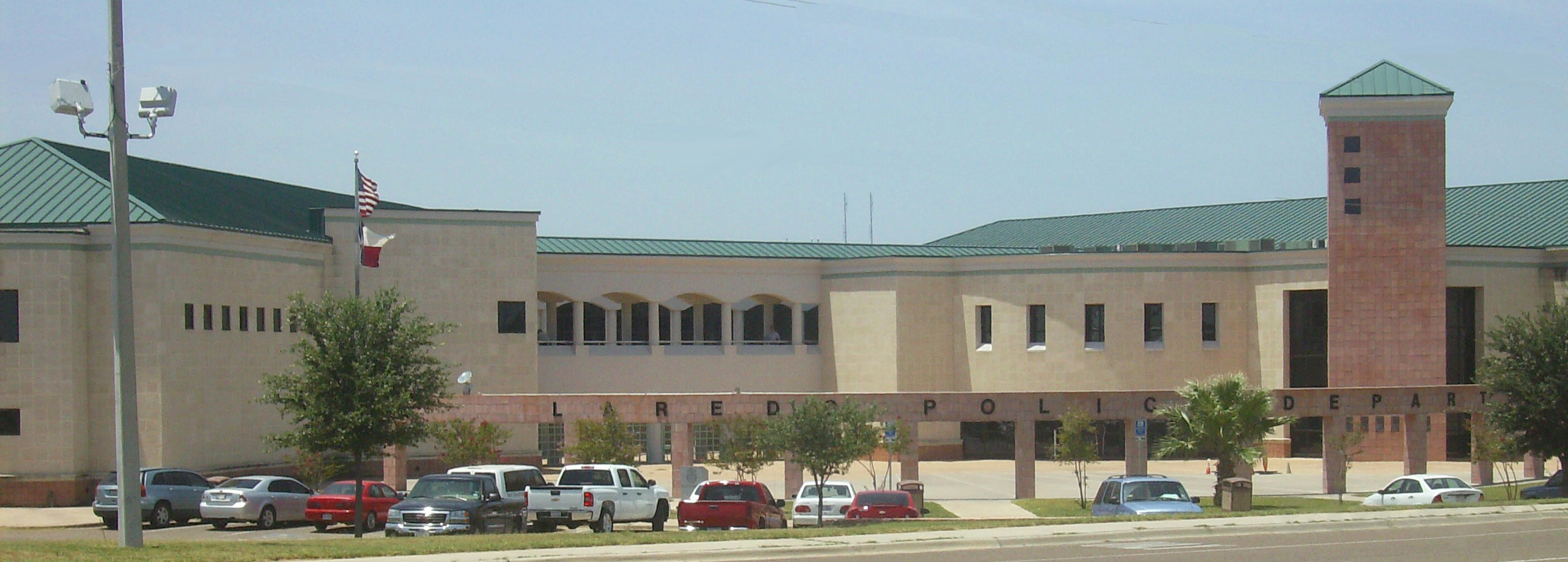
ラレド警察署

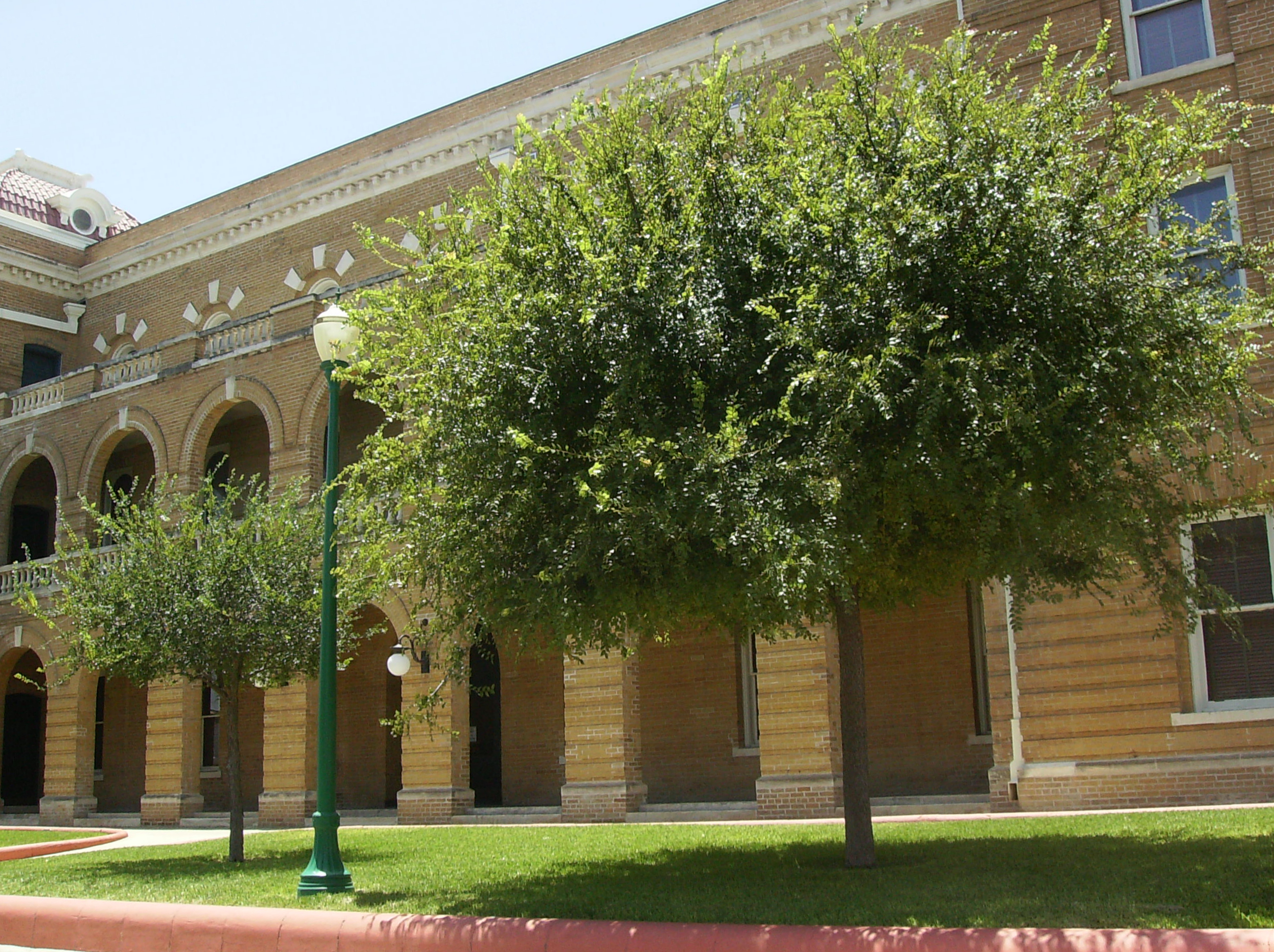
ウェブ郡庁舎はラレド市内にある

ラレド市政府は強力な市政委員会と弱い市長の仕組みで運営されている。市長は市政委員会を主宰するが、採決で同数になった時のみ投票する。市政委員会選挙は小選挙区に基づき、選挙運動は党派がない。通常党派によらない市政選挙は偶数年の5月に実施される。市政は市政委員会が雇用したシティマネジャーが管理する。全市を選挙区とする役人は4年任期で無党派であるが、大半の役人は党の好みがあるかその公認である。市政委員会の会議は毎週月曜日に開催され、公開放送で見ることができる。
現市長は2006年に選ばれたラウル・ゴンザレス・サリナス（民主党）であり、シティマネジャーはカルロス・ビラレアルである。

### 州と連邦の代議員
テキサス州下院議員は第31選挙区と第42選挙区から各1人を送っている。テキサス州上院議員は第21区から1人を送っている。アメリカ合衆国下院議員は第28区から1人を送っている。

### 連邦政府の代表
アメリカ合衆国郵便公社はラレドに郵便局を置いている。ラレド本局はラレド国際空港に近い東サンダース通り2700にある。

## 教育

### 小学校と中等教育
ラレドの教育はラレド独立学区と統合独立学区の2つで運営され、ほかに8つの私立学校がある。
ラレド独立学区はラレドの中心地区を管轄する。区内にはシガロア高校、マーティン高校、J.W.ニクソン高校およびラレド・アーリーカレッジ高校がある。他にドクター・デニス・D・カントゥ健康科学専門学校、工業技術教育専門学校および通信と美術のためのビダル・M・トレビノ・スクールという3つの専門学校がある。
統合独立学区はラレドの残りとウェブ郡北部を管轄する。区内にはジョン・B・アレクサンダー高校、リンドン・B・ジョンソン高校、ユナイテッド高校、ユナイテッドサウス高校がある。他にジョン・B・アレクサンダー健康科学専門学校、ユナイテッド工業専門学校およびユナイテッドサウス実業専門学校という3つの専門学校がある。統合独立学区内には39の学校があり、さらに多くの学校が建設中か計画段階にある。この学区は州内でも最も成長速度の高い地区の1つであり、ほぼ4万人の生徒がロードアイランド州の面積に等しい地域にいる。
市内には8つの私立学校がある。
- セントオーガスティン高校、カトリック系、9年生-12年生[8]
- ラレド・クリスチャン・アカデミー、アッセンブリーズ・オブ・ゴッド教団、幼年-12年生
- ユナイテッド・デイスクール、無会派、幼年-8年生
- メアリー・ヘルプ・オブ・クリスチャンズ・スクール、カトリック系、幼年-8年生
- ブレスト・サクラメント・スクール、カトリック系、幼年-7年生
- アワーレディ・オブ・グアダルーペ・スクール、カトリック系、幼年-6年生
- セントピーター・メモリアル・スクール、カトリック系、幼年-6年生
- セントオーガスティン・スクール、カトリック系、現在は小学校と中等学校、幼年-8年生、1928年設立、2008年の入学者は485人

### カレッジと大学

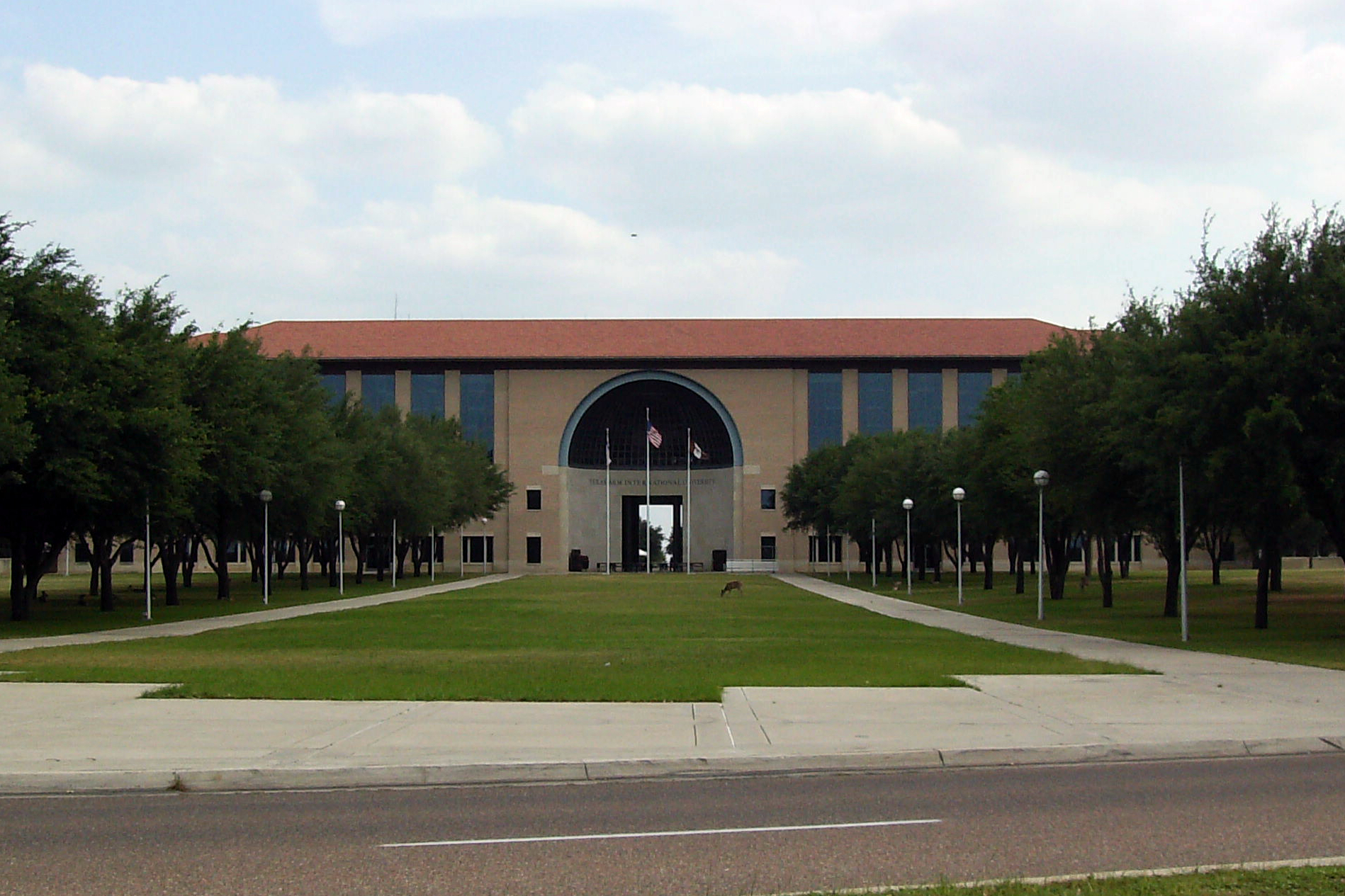
テキサス農工国際大学図書館

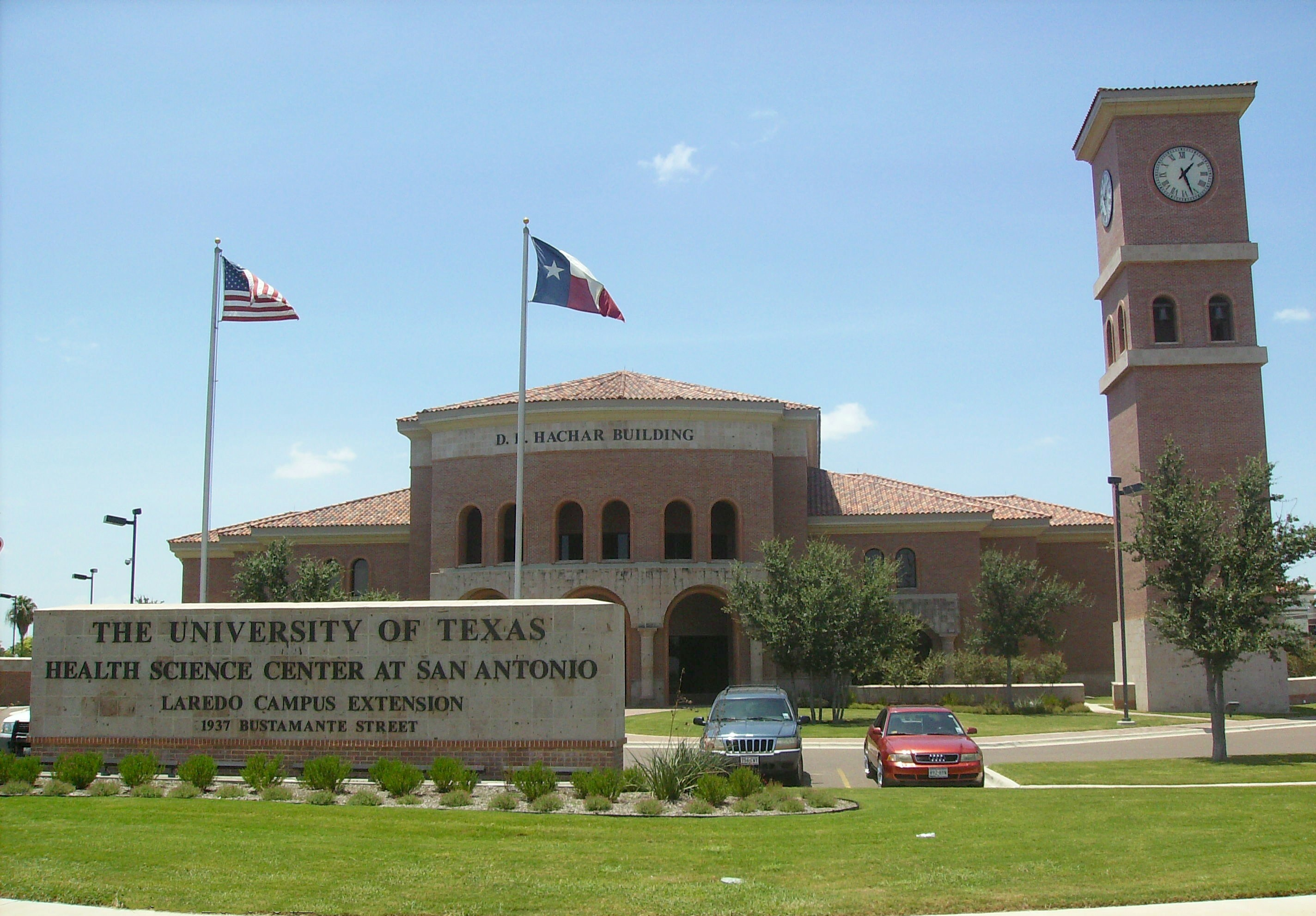
テキサス健康科学センター大学サンアントニオ校のキャンパス本館

ラレドには、ラレド・コミュニティカレッジとテキサス農工国際大学がある。テキサス健康科学センター大学サンアントニオ校のキャンパスがラレドにある。
ラレド・コミュニティカレッジは2つのキャンパスがある機関であり、2年間修了の準学士を提供している。主キャンパスはリオ・グランデ川に近いラレド市西部にある。小さいが新しい2つめのキャンパス、ラレド・コミュニティカレッジ・サウスキャンパスはアメリカ国道83号線に沿ってラレド市南部にある。主キャンパスはラレド中心街西端の以前はマッキントッシュ砦と呼ばれた土地にある。この砦はラレドの開拓時代にインディアンの襲撃からラレドの境界を守る主要な役割があった。砦の古い建物の幾つかが教室に転換された。
テキサス農工国際大学は4年制と6年制の大学であり、学士号と修士号を提供している。2004年4月22日、オースティンのテキサス州高等教育調整理事会はテキサス農工国際大学が国際経営学で初めての博士号を与えることを承認した。テキサス農工国際大学の国際経営学部は「ザ・プリンストン・レビュー」に掲載された「最良282の経営学校」で傑出した経営学校として名前が挙げられてきた。その2007年版では、「少数民族出身学生にとって最大の機会」という分野で、国内3位となった。キャンパスはラレドの北東部、環状20号線に沿ってある。この大学はかつてテキサスA&Iキングスビル校が拡張したものであり、後に「州立大学ラレド校」に変わった。環状20号線に沿った現位置に来る前はラレド・コミュニティカレッジ中心街キャンパスの敷地内に置かれていた。
テキサス健康科学センター大学のキャンパスはアメリカ国道59号線とラレド医療センターに近いラレド東部にある。このキャンパスはサンアントニオの同大学が拡張したものである。この大学は医学と歯学の分野での博士号を提供している。

## 経済

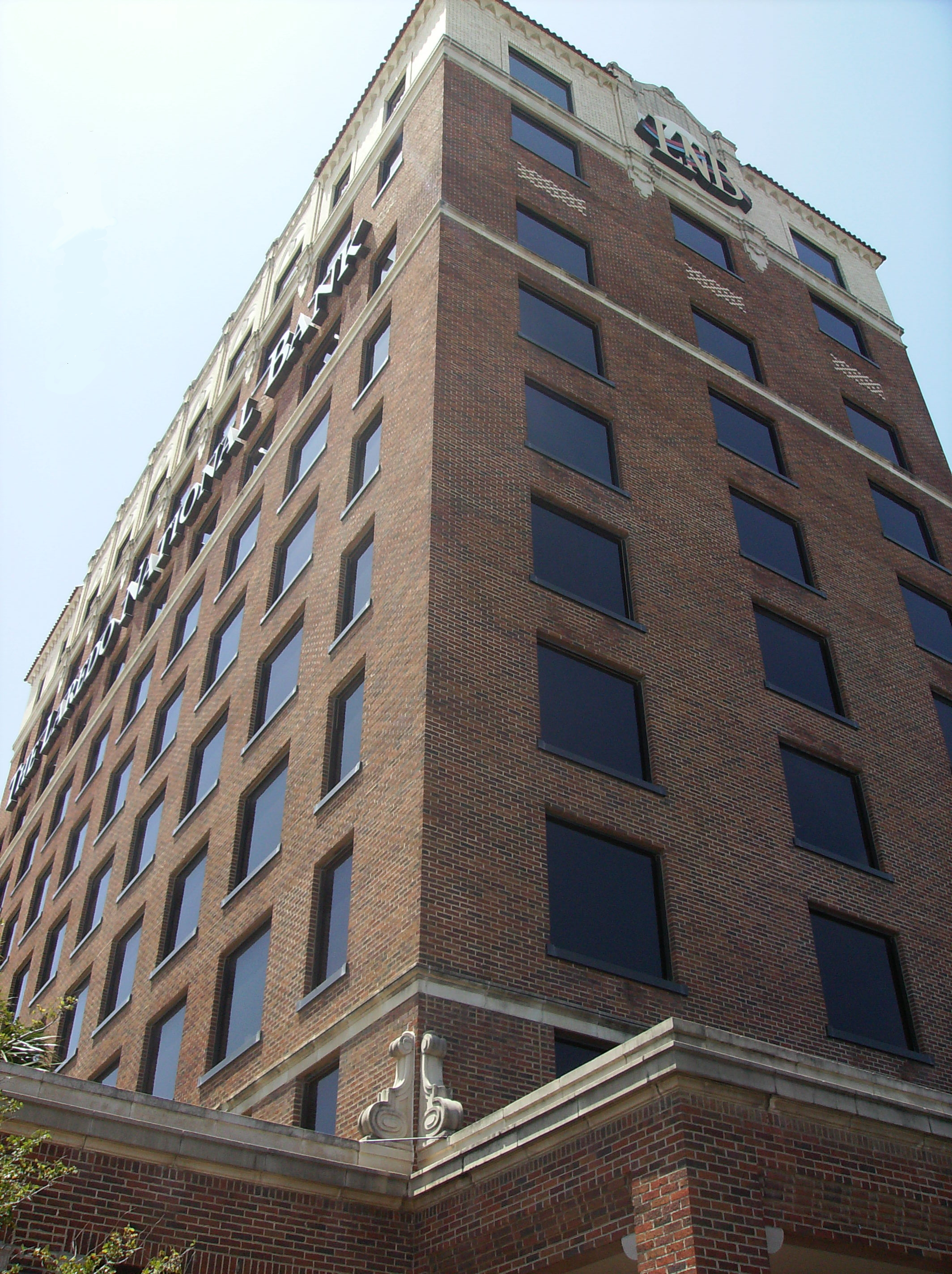
ラレド国定銀行はラレドに最も強力な金融機関の一つである。

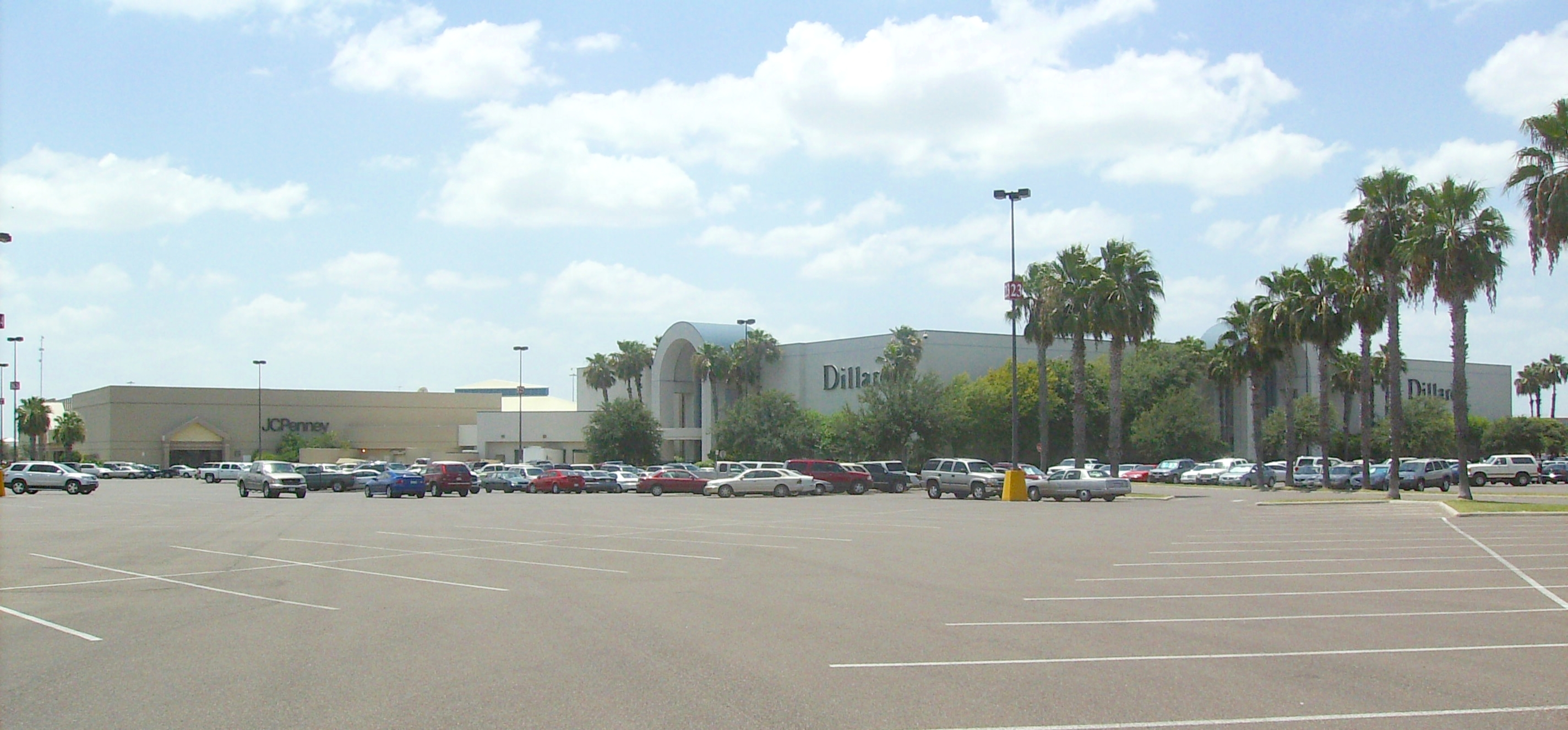
モール・デル・ノルトはテキサス州南部で最大のモールの一つである

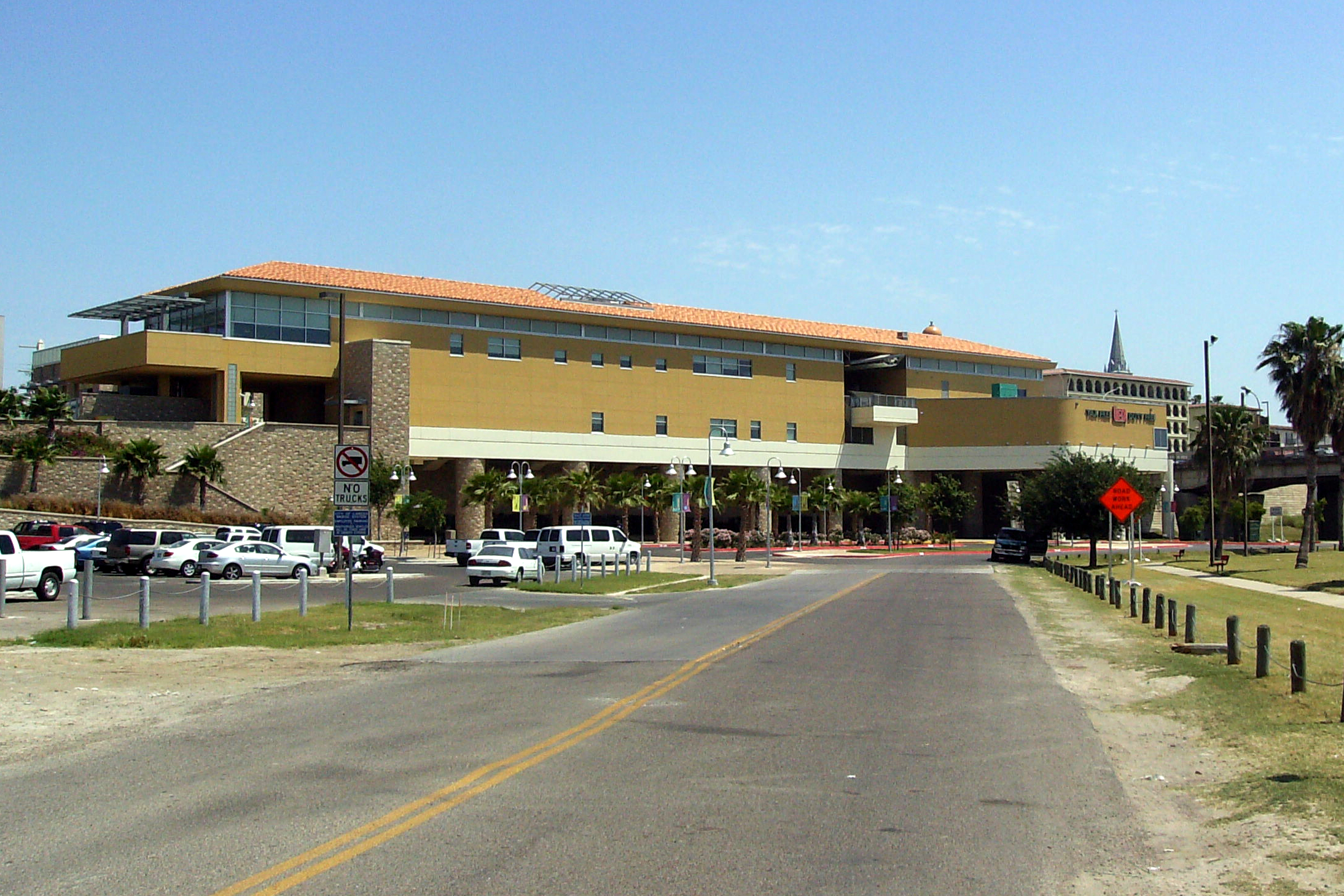
免税地帯

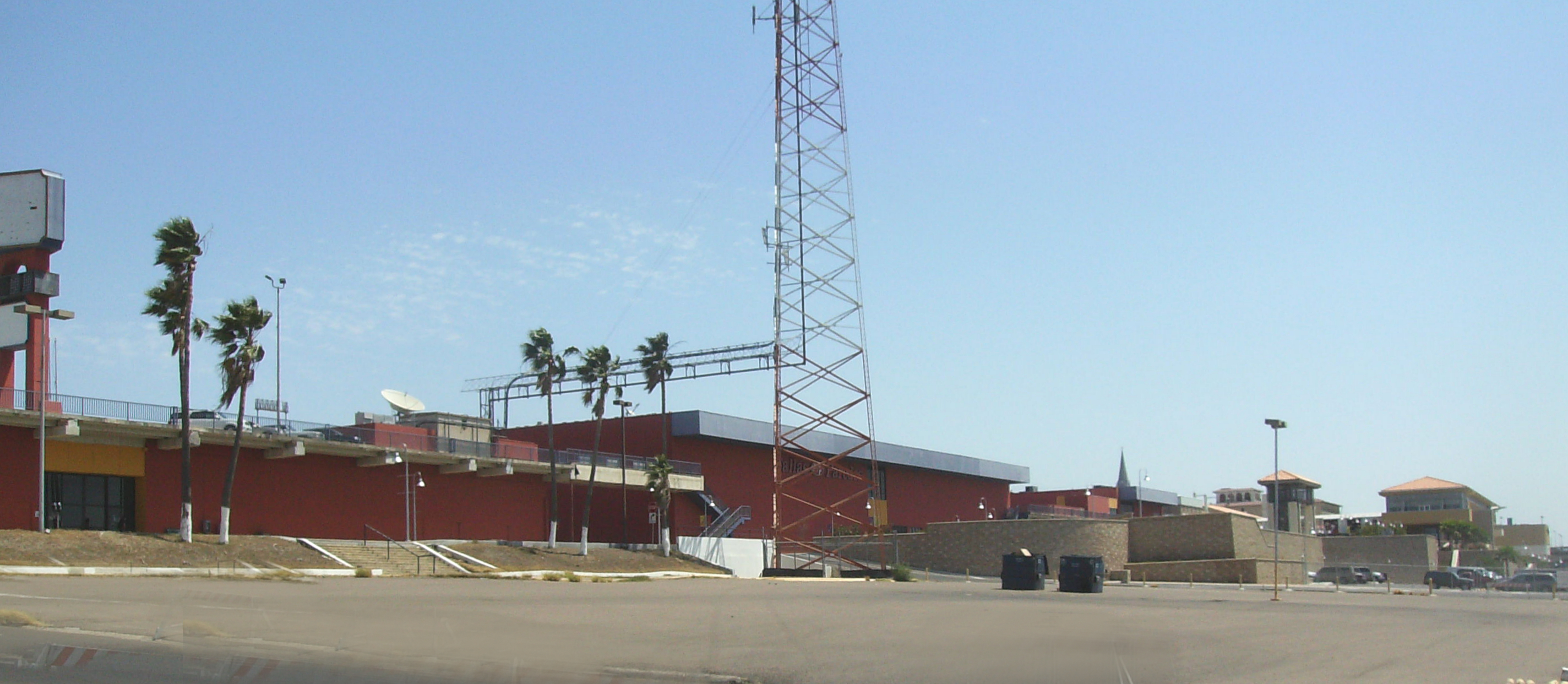
エル・ポータル・センター

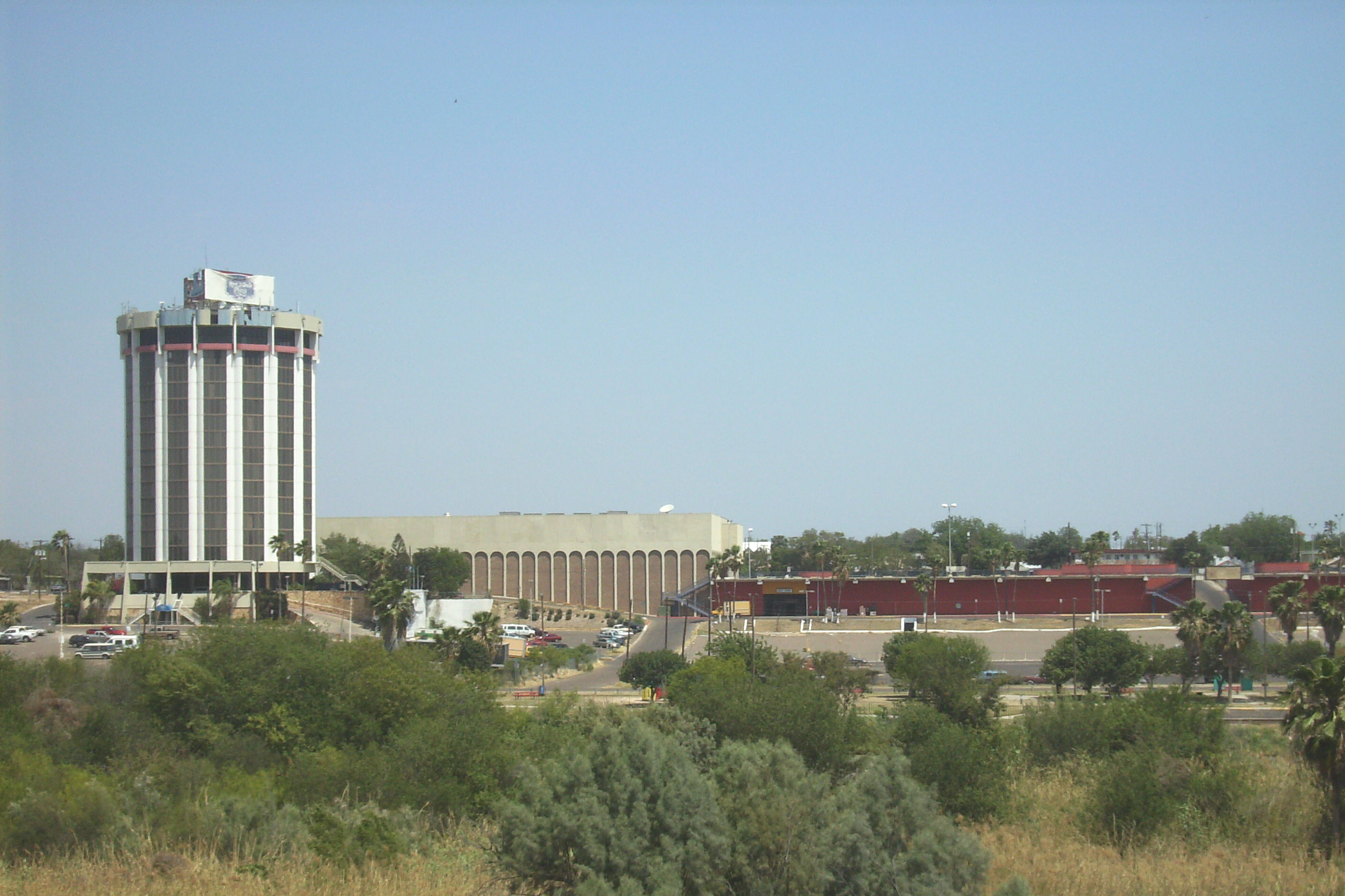
エル・ポータル・センターとリオ・グランデ・プラザ、ヌエボ・ラレドから望む

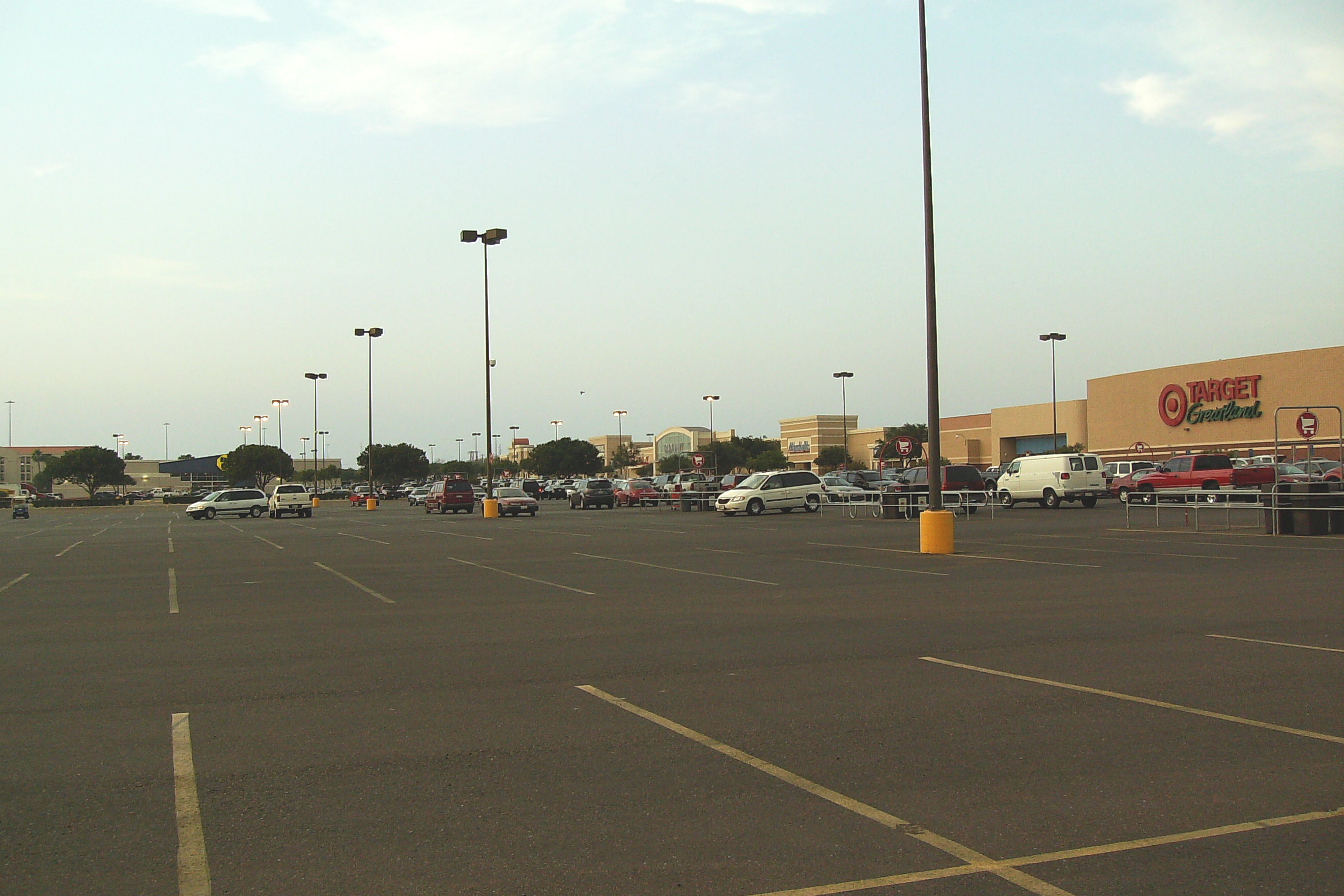
ノースクリーク・プラザ

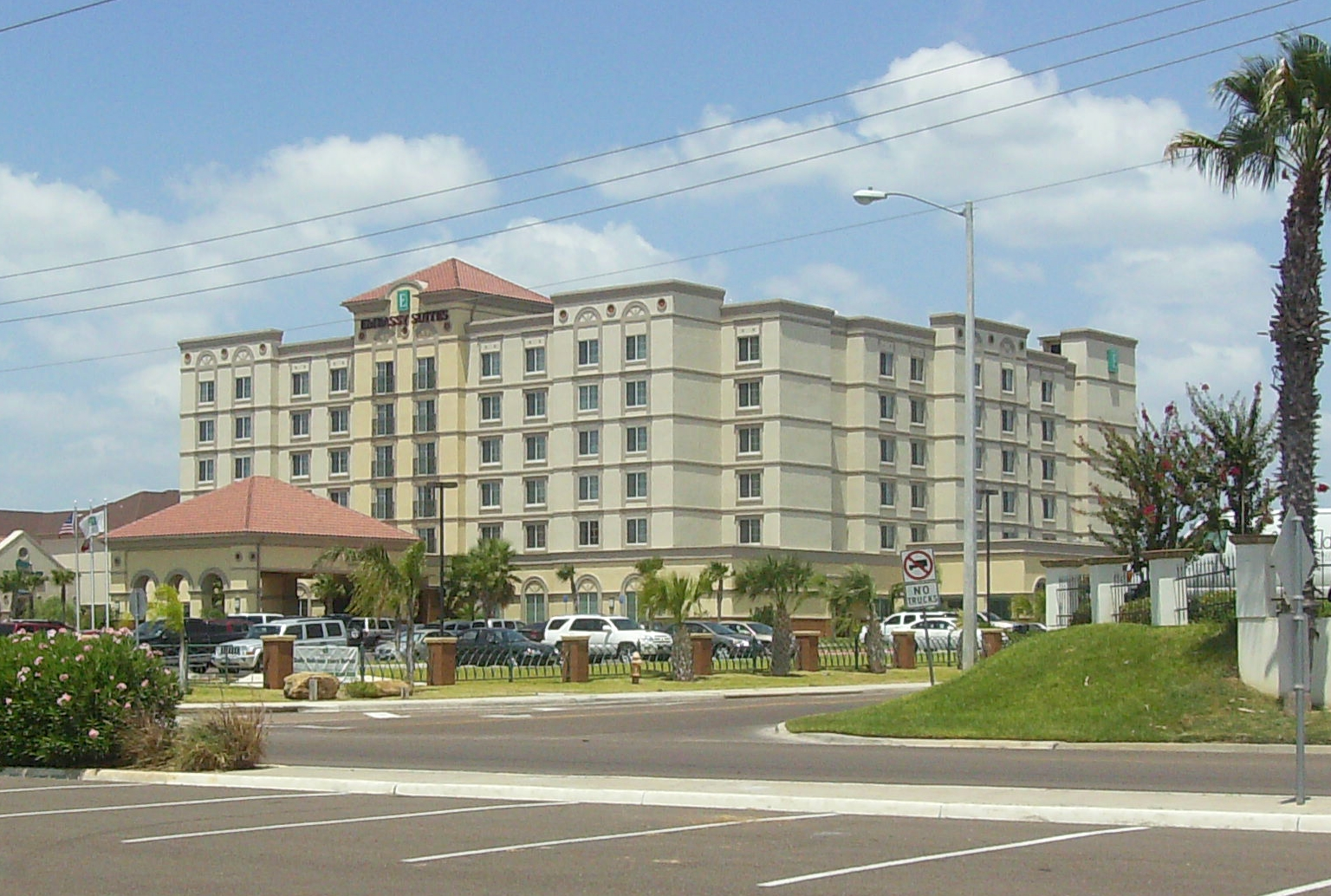
ラレドは多くのメキシコ人買い物客の目的地になっている。その中にはメキシコシティからくる客も居る。エンバシー・スイーツのような新しいホテルが市周辺に建てられてきた。

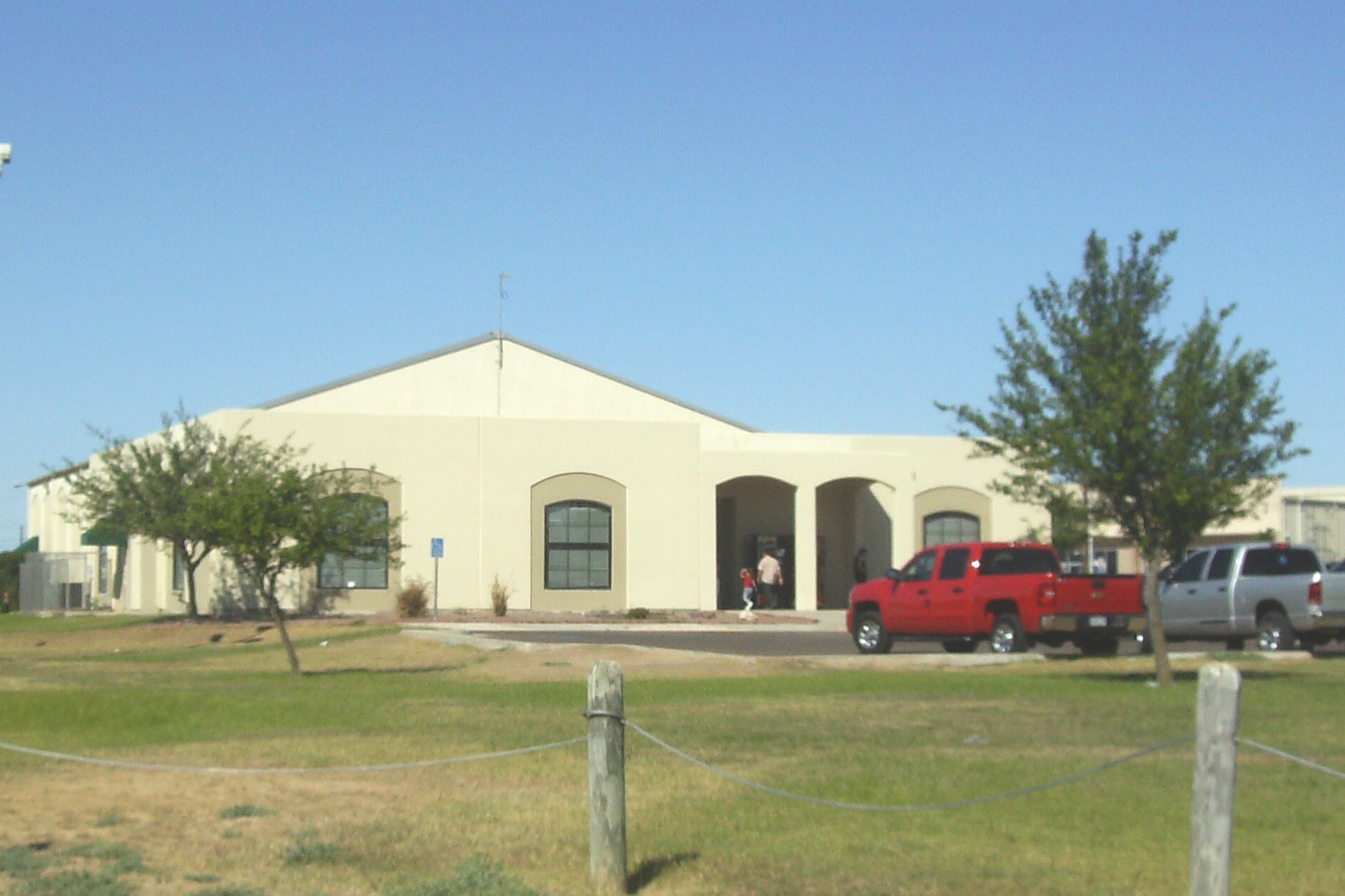
北東ヒルサイド・レクレーションセンター

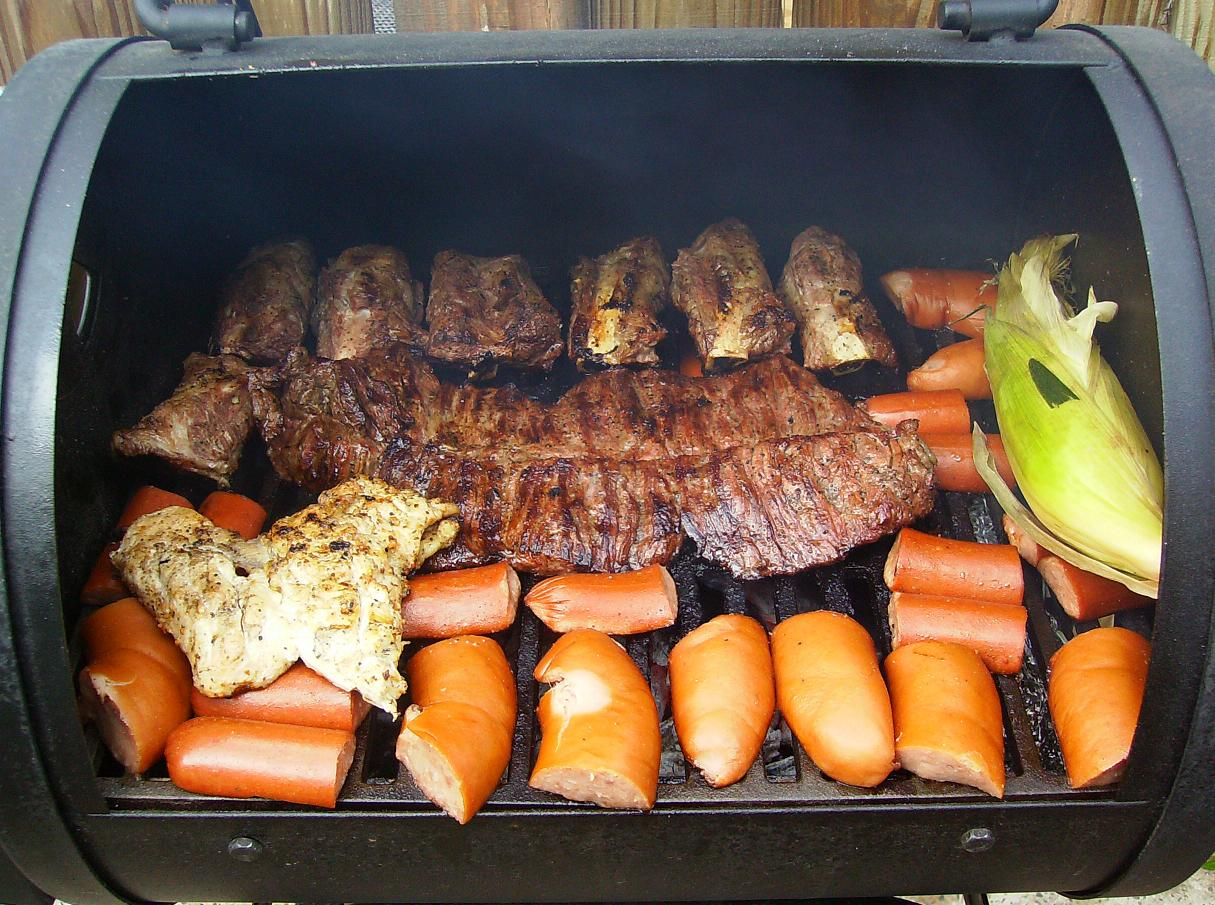
ラレドの多くの家族が週末にバーベキューを楽しむ。

ラレドにはテキサス南部の金融機関であるファルコン国際銀行、国際商業銀行、ラレド国定銀行、およびテキサス・コミュニティ銀行の4行がある。ラレドが北アメリカで占める位置付け、州間高速道路35号線とメキシコ連邦道路85号線、北アメリカ自由貿易協定 (NAFTA)の成立、多くの双子組立工場および貿易促進のための多くの輸出入代理店の存在といった全てを総合して、ラレドはアメリカ合衆国の中で、ヌエボ・ラレドはラテンアメリカの中で最大の内陸港となっている。ラレドはメキシコ北部のメキシコ人買い物客にとってショッピングの目的地にもなっている。

### 貿易
アメリカ合衆国の対メキシコ貿易額の47%、メキシコの対米貿易額の36%がラレド港を出入り口としている。ラレドの経済と生活様式は商業と産業用倉庫業、輸入業および輸出業を中心に回っている。国際貿易の主要な担い手として北アメリカ自由貿易協定の成立で恩恵を受けた。市内のラレド国際空港からはヒューストン、ダラス、およびラスベガスに直行便が飛んでいる。ラレド港にはリオ・グランデ川を渡ってメキシコのタマウリパス州やヌエボ・レオン州に入る5つの国際橋がある。
2008年、ラレドではアメリカ合衆国で2番目の自動車盗難件数率を記録した（1位はカリフォルニア州モデストだった）。全米保険犯罪局のジョー・ウェールレに拠れば、盗まれた乗用車、トラックおよびスポーツ用途多目的車の多くはメキシコに麻薬や武器を運ぶために奪われた。2008年のラレド市の数字は1,960であり、その件数率表に載っているのはテキサス州でラレドだけである。

### 小売業
ラレドの小売業はメキシコ北部やテキサス州南部から買い物客を惹き付けている。地域内には屋内型ショッピングモールが2カ所あり、その他多くのショッピングセンターがある。ストリーツ・オブ・ラレド・アーバンモールはサンアグスティン歴史地区のイトゥルビデ通りにある事業所によって創られ地域を美化し革新する協業の結果である。2009年までに、現在建設中のショッピングモールが2カ所オープンする。
- モール・デル・ノルト（面積1.198.199平方フィート (111,316 m2)）
- エル・ポータル・モール（面積380.000平方フィート (35,300m2)）
- ラレド・タウンセンター・モール、（面積580,577平方フィート (53,994 m2)、近日オープン）[20]
- ピアッツァ・デル・ソル・モール、（面積1,200,000平方フィート (112,000 m2)、近日オープン）[20]
- ラレド・ファクトリーアウトレット・センター、（面積452,000平方フィート (42,000m2)、ボータインズに近日オープン）
- ストリーツ・オブ・ラレド・アーバンモール

### 労働市場情報
2007年10月時点で、ラレドの労働市場は産業別の被雇用者構成比率で見ると、貿易・輸送および公共事業 32%、情報産業 1%、金融業 5%、専門的事業サービス 6%、教育及び健康サービス 15%、レジャーおよび観光産業 10%、政府関連 23%、工業と建設業 5%、製造業 2%およびその他のサービス業 2%となっている。
ラレドでは非農業雇用数が1996年1月の55,100人から2007年10月の86,600人まで増加した。北アメリカ自由貿易協定によって国際貿易が拡大したために、全体として州内のどこよりも高い雇用機会成長率 (2%-6.5%) を記録した。2007年の雇用機会成長率は 2.5% だった。2007年10月時点で、失業率は4.1%、3,700人であり、テキサス州全体の3.9%より高い。1990年代半ばの失業率が15%以上だったことと比較すると大きく改善されたことになる。
1990年代半ばに、鉱業（石油とガス）から数千人の労働者が国際貿易や建設業のような他の産業に移るという変化は有ったが、それ以来積極的な労働市場の成長があった。石油およびガス産業の多くの大規模雇用主はラレドだけでなくテキサス州全体でも操業を停止して、海外に移った。同じ事がテキサス州境近くの衣料品業界（リーバイスやハガー）にも起こったが、ラレドでは約300人を雇用していた衣料品製造業（バリー）1社が閉鎖しただけだった。小売りと輸送業におけるラレドの力強い雇用機会成長率は、1990年代後半の大量解雇における長期失業という逆境も耐えた。メキシコ経済における予測できない変化、移民法（日々国境を越えて来る買い物客や商業交易に関わる）、および9.11の結果としてテロリズムに対する脅威のためにラレド経済の脆弱性は国際貿易の中でも存在し続けている。

## 人々と文化

### 毎年の祭
ワシントン誕生日祝典は毎年2月の1ヶ月を使って開催される。これは1898年の改定レッドマン条例、ヤクイ族地方支部第59によって始められた。毎年40万人が見物に訪れ、アメリカ合衆国でこの種の祭としては最大のものになっている。最初に祝った時が成功し、その人気は急速に上がった。1923年には州の認可も受けた。1924年、当初の13植民地を代表する意味合いでラレドから13人の若い女性を登場させた初めての植民地ペイジェントが行われた。この祝典には、パレード、カーニバル、航空ショー、花火、ライブコンサート、および市のエリートの多くが正装に身を包む市全体のダンスパーティがある。これに絡むハラペーニョ（唐辛子）祭は全米でも10傑に入る食の祭りの1つである。
「ジャンブージー」は、ワシントン誕生日祝典の一部として毎年1月下旬に開催される。ニューオーリンズのマルディグラに似て、華やかな催しであり、多くの人々がビーズ、仮面、きらびやかな衣装で着飾る。

### レクレーション
ラレド娯楽センター周辺の地域は近年かなりの成長があった。新しい建築物の開発に加えて、地域内にはハルズ・ランディングがあり、週末の人気有るナイトスポットとしてレストランやアーケードができた。この地域にはまた、ダンスクラブであるラス・カナナス・アンド・クラブ・トニック、大掛かりなジム、また小さいが人気のあるカフェ、クアドロスがある。ラレド娯楽センターの開発に続いて、ラレド・ブロンコスのホームとなる新しい野球場が計画されている。
スプリングフィールド地区周辺では幾つかのレストランやバーが入ってきた。その中にはアゲイブ・アズール、コスモス、オールドNo.2、ブルールーム、およびリマソルが含まれている。この地域は特に学生達に人気があることが分かってきた。

#### カサ・ブランカ湖
カサ・ブランカ湖国際州立公園は、環状20号線沿いにあり、広さ1,680エーカー (6.7 km2) の人造湖に加えて、屋外調理場、キャンピング場、ピクニック場、水浴場、スキー場、ボート漕ぎおよびマウンテンバイクのコースがある。湖の最も人気のあるレクレーションは釣りである。ボート乗り場や釣り用の桟橋が湖の東側にある。この湖はテキサス人にとって冬の人気有る場所になっている。この公園はラレド市とウェブ郡によって運営されていたが、1990年に州の所有となり、1991年3月にオープンした。

#### ゴルフ
ラレドには18ホールのゴルフコースであるラレド・カントリー・クラブとカサブランカ・ゴルフ・コースがある。ラレド・カントリー・クラブは総延長7,125ヤード (6,400 m) のプライベートコースである。このコースのレイティングは74.6、スロープ・レイティングは133、パーは72である。カントリークラブはジョセフ・S・フィンガーが設計し、1983年にオープンした。カサブランカ・ゴルフ・コースは、総延長6,590ヤード (5,900 m) の18ホールのコースである。このコースのレイティングは72.5、スロープ・レイティングは125、パーは72である。レオン・ハワードが設計し、1967年にオープンした。国境を越えたヌエボ・ラレドにも18ホールのカントリークラブがある。クラブ・カンペストル・リビエラ・デル・ブラヴォーは、総延長6,325ヤード (5,700 m) の18ホールのコースである。このコースのレイティングは71.1、パーは72である。

#### 公園、レクレーションセンター、広場および野球場
ラレド市には8カ所のレクレーションセンター、34カ所の開発済公園、22カ所の未開発または建設中の公園、5カ所の野球場および4カ所の広場がある。公園の総面積は618エーカー (2.5 km2) になる。
2008年11月4日に住民投票があり、賛成61%対反対39%という結果で、ラレド娯楽センターの隣に新しい野球場を建設することを承認した。財源は市の消費税増分0.25%から作られたスポーツ会場基金から出される。2009年現在で基金の残金は1,500万ドルである。
| リクレーションセンター - カニザレス・ボクシング・ジム - シガロア・リクレーションセンターCigarroa Recreational Center - D・D・ハチャー・リクレーションセンター - ファリアス・リクレーションセンター - タルバー・リクレーションセンター - ラ・タルドリレーリャ・リクレーションセンター - NE・ヒルサイド・リクレーションセンター - LBV・テック・リクレーションセンター | 野球場 - アル・キング・リトルリーグ・パーク - イースト・マーティン・フィールド - コミュニティ・ベースボール・フィールド - クルス・リトルリーグ・フィールド - ベテランズ・フィールド - フィールド・オブ・ドリームズ（2010年オープン） | 広場 - ブルーニ広場 - ジャービス広場 - サン・アグスティン広場 - セントピーターズ広場 |

開発済公園
| - アルバート・オチョア公園 - アルド・タタンジェロ・ウォークウェイ - アステカ公園 - ベイス・コミュニティ・コンプレックス - ベナビデス公園 - ブラス・カステネーダ公園 - カニザレス公園 - チャパラル公園 - サークルドライブ公園 - シビックセンター・プール - デル・マール・コミュニティ公園 - ドライデン公園 | - イースト・セントラル公園 - ファザー・マクノボーエ公園 - フレディ・ベナビデス・コンプレックス - ガルシア・ベラ公園 - ラ・ラドリレーリャ公園 - ラス・ブリサス公園 - ラス・パルマス・パークトレイル - ロス・ドス・ラレドス公園 - ライオン・ストリート・スケート公園 - マーケット・ストリート・コンプレックス - ヌーン・ライオンズ公園 - オチョア・サンチェス公園 | - サンタフェ公園 - ダンタリータ公園 - スコット・ストリート公園 - セブンフラッグス公園 - テイラー・ストリート公園 - スリーポインツ公園とプール - トドラー公園 - ヴィラ・デル・ソル公園 - ザカテ・クリーク公園 - ザカテ・ニニア公園 |

未開発公園
| - アンドリューサークル - アンナ・トラック - ブルニ公園 - センチュリー・シティ公園 - シャイアン - カントリークラブ・エステイツ - ディリーワース公園 - イーストウッズ公園 | - アイスレター公園 - エル・クアトロ公園 - エル・パセオ - ファリアス - ジョージ・ワシントン - インディアン・サンセット - インナーシティ公園 - ラファイエット公園 | - ロマ・アルタ - エル・エデン - リージェンシー公園 - スローター公園 - サウスラレド公園 - ビレッジ・ハイツ |

##### デイビッド・B・バークリー広場
連邦議会名誉勲章を受章した41人のヒスパニック系兵士のを栄誉を称える記念碑が、2002年にラレドに建てられた。この広場はラレドで唯一人連邦議会名誉勲章を受章したデイビッド・B・バークリーに因んで名付けられた。デイビッド・B・バークリー広場には、バークリーの青銅像とアメリカ国旗の掲揚台がある。国旗の大きさは横100フィート (30 m)、縦50フィート (15 m) あり、掲揚台のポールの高さは308フィート (94 m) で、アメリカ合衆国でも最も高い国旗掲揚ポールとなっている。この記念碑は北緯27度30分22秒 西経99度30分8秒 / 北緯27.50611度 西経99.50222度に位置する。

### 博物館

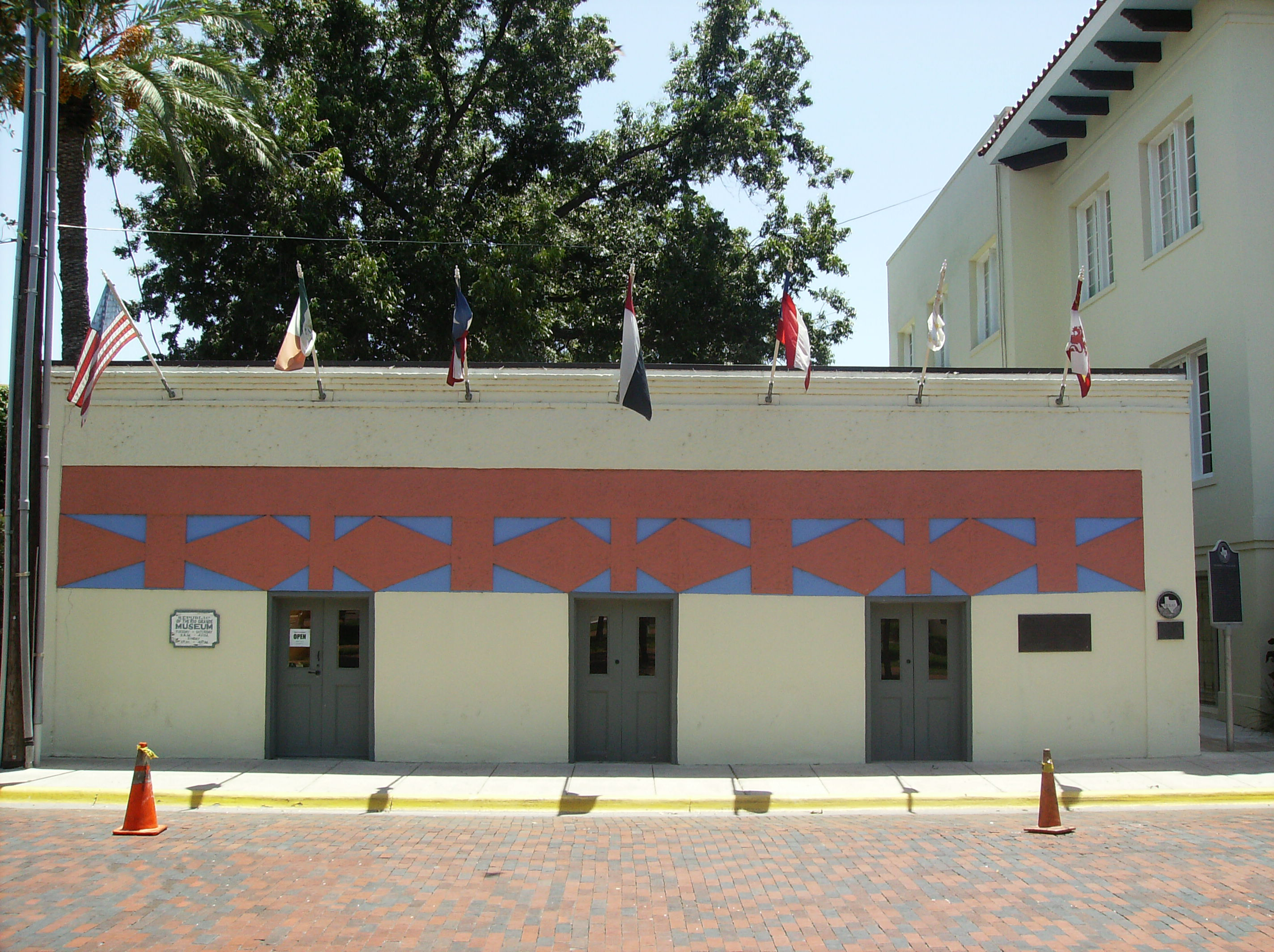
リオグランデ共和国議事堂の一部が博物館として使われ、短命に終わった共和国の絵画や歴史を展示している。

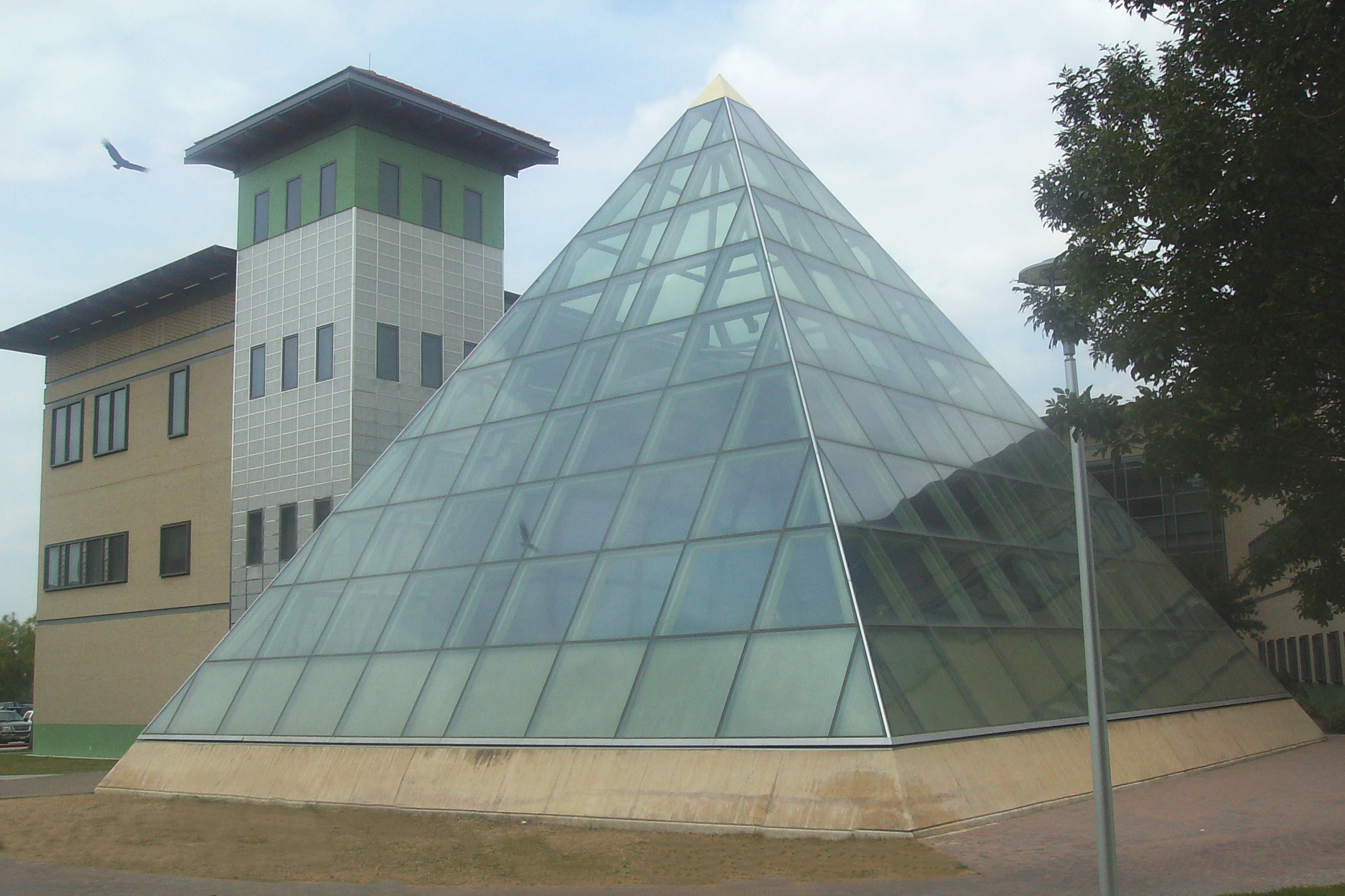
ラマー・ブルーニ・ベルガラ科学センター・プラネタリウム

リオグランデ共和国議事堂博物館は、中心街歴史地区にあり、歴史あるラ・ポサーダ・ホテルに隣接する。かつてのリオ・グランデ共和国議事堂は現在、短命に終わった共和国の記念品を展示している。19世紀ラレド地区の絵画、書籍および家具などである。就学児童や成人のために1年中ガイド付きツアーもある。この共和国があったために、テキサスでは伝統的な6つの旗の代わりに7つの旗を掲揚している。
ラレド芸術センターはラレド中心街にある。この建物にはグッドマン・ギャラリー、ラレド・アートリーグ・ギャラリーおよびリリア・G・マルティネス・ギャラリーの3つのギャラリーがある。「ザ・メルカード」と呼ばれた元市役所を使った芸術センターは地域の芸術作品を展示し、子供や成人のための地域社会行事を開催している。ラレド小劇場では演劇を公演している。喜劇の公演もある。
サウステキサス・イマジナリウム（元ラレド子供博物館）は、モール・デル・ノルトにあり、科学、技術および芸術についてラレドの若者に実践的経験を提供している。テキサス農工国際大学のキャンパスに第2の博物館が計画されている。
ヌエボ・サンタンダデール複合博物館は、マッキントッシュ砦の改修された建物を使っており、砦の歴史的写真収集、第一次世界大戦の記念品を収める門衛所、および科学と技術の博物館である。

### プラネタリウム
ラマー・ブルーニ・ベルガラ科学センター・プラネタリウムは、テキサス農工国際大学のキャンパスにある。ドームの中で観衆を取り巻くプラネタリウムからは、夜空の正確なイメージを映し出し、太陽、月、惑星、および衛星の動きや周期を見せ、マルチメディアの体験で宇宙の驚異を現して見せる。このプラネタリウムは心と目の両方にアピールする空と宇宙の解釈について生涯にわたる知人になってくれる。このプラネタリウムのデジスター3・システムは宇宙とその向こうまで幻想的な旅に観衆を連れて行ってくれる。

### 図書館

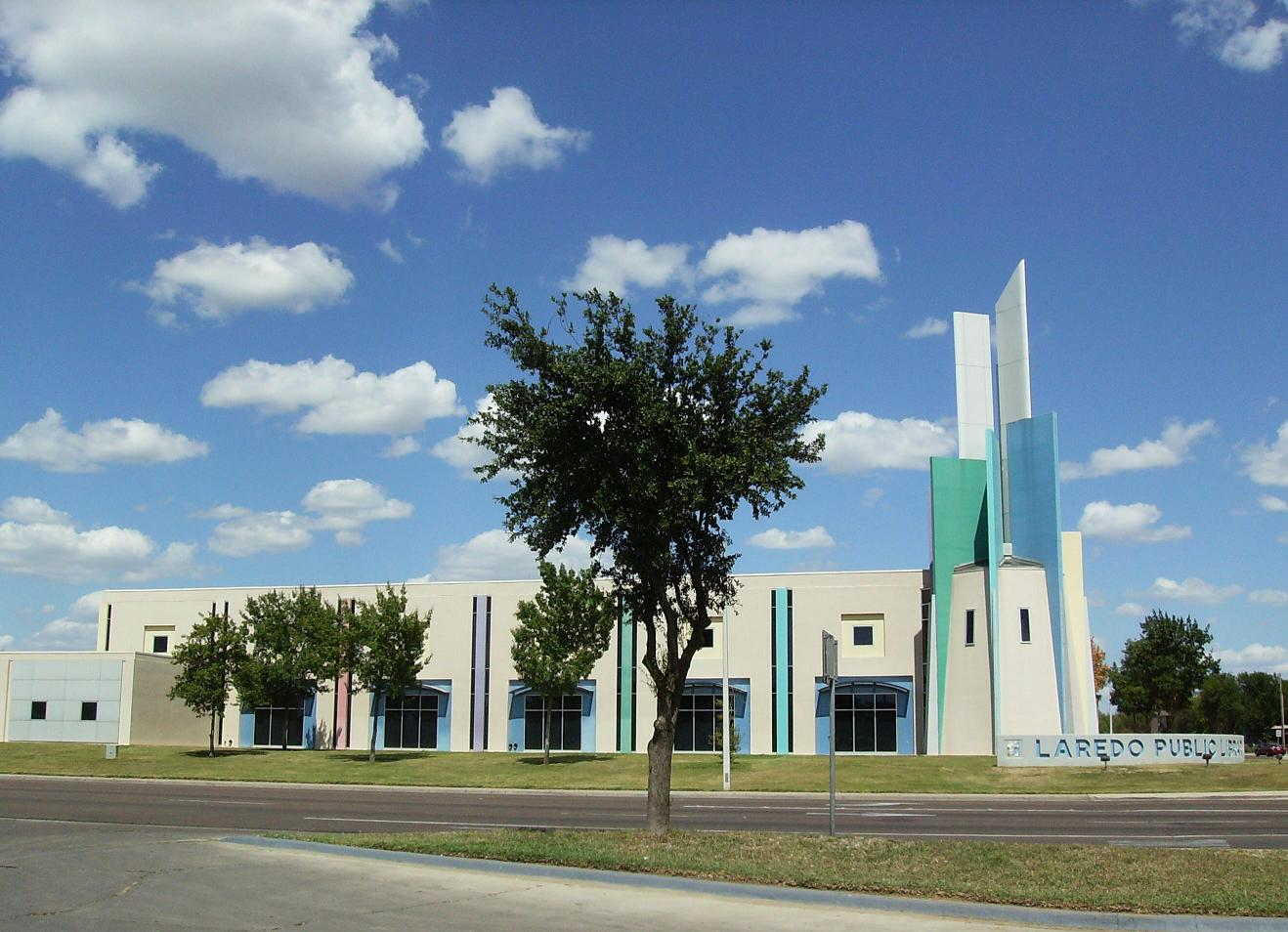
ラレド公共図書館、マクファーソン道路とカルトン通りの交差点にある

ラレド公共図書館は、1916年にできた最初は市役所、現在マーケットホールと呼ばれる建物の2階にあった。1974年に中心街の歴史あるブルーニ広場に移転した。1993年、ラレド市民は新しい主図書館の建設を承認し、1998年2月1日に開所された。床面積60,000平方フィート (5,600 m2)の主図書館と2つの支所という形になった。主図書館はラレド中心部にある。ブルーニ広場支所は中心街東のワシントン通り、サント・ニーニョ支所はラレド南部にある。

### ナイトライフ
ラレドには多くの良く知られたナイトライフ施設がある。デル・マール・ブールバードの前にある「ザ・ストリップ」は、アゲイブ・アズール、コスモス、クロウダディズおよびブルールームなど人気のあるレストランやバーがあり、人気のあるパーティ会場になってきた。以前はFバーと呼ばれていたFラウンジはラレド中心部にある人気有るクラブである。
他の施設としてはラレド娯楽センターに隣接するハルズ・ランディングがある。ここはバー、ビリヤード台およびゲーム機が一杯の大きな部屋があるフルサービスのレストランである。ラレド娯楽センターの隣にはハリウッド劇場もある。

## 教会と建築

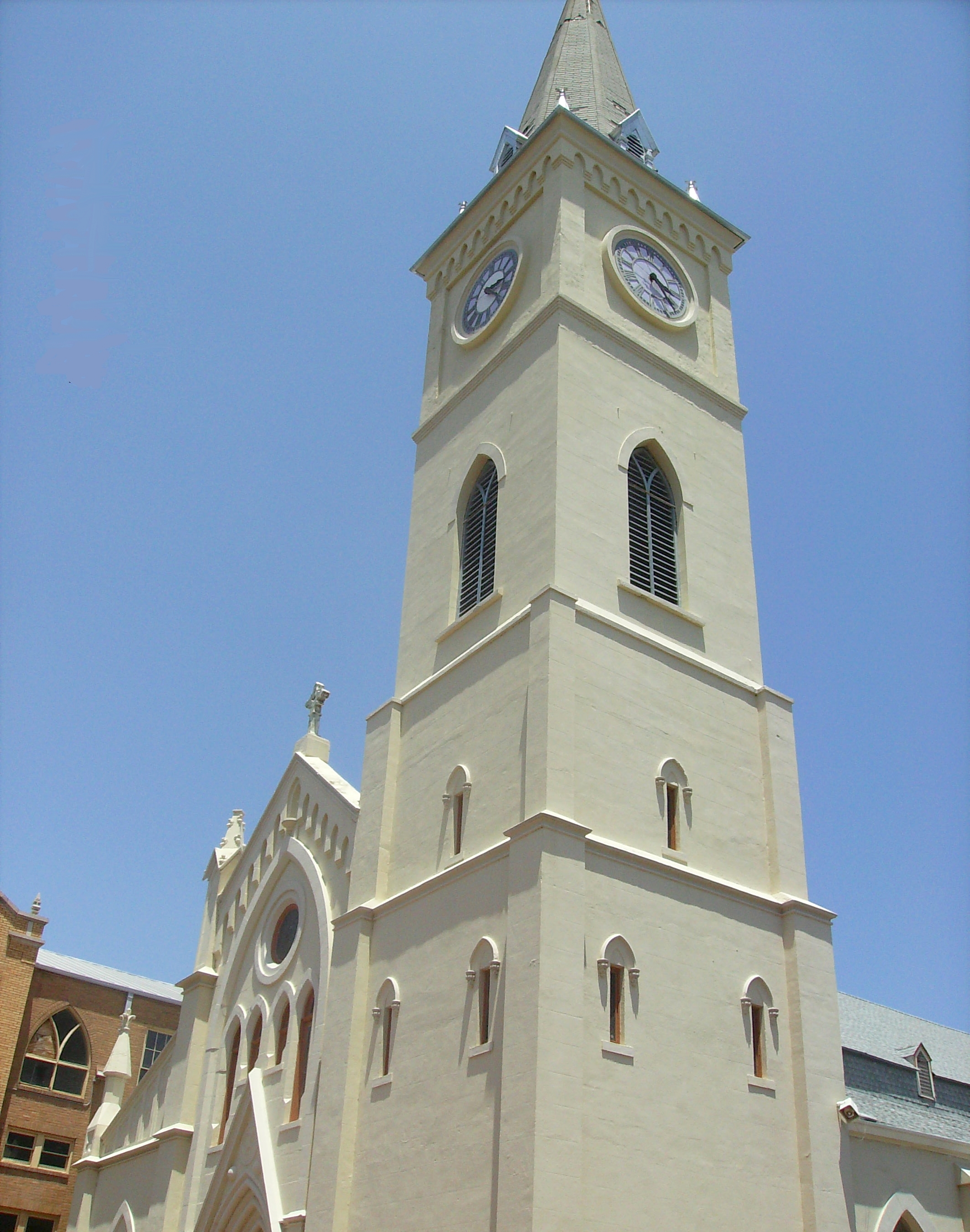
サン・アグスティン大聖堂の時計塔、ラレドで2番目に高い

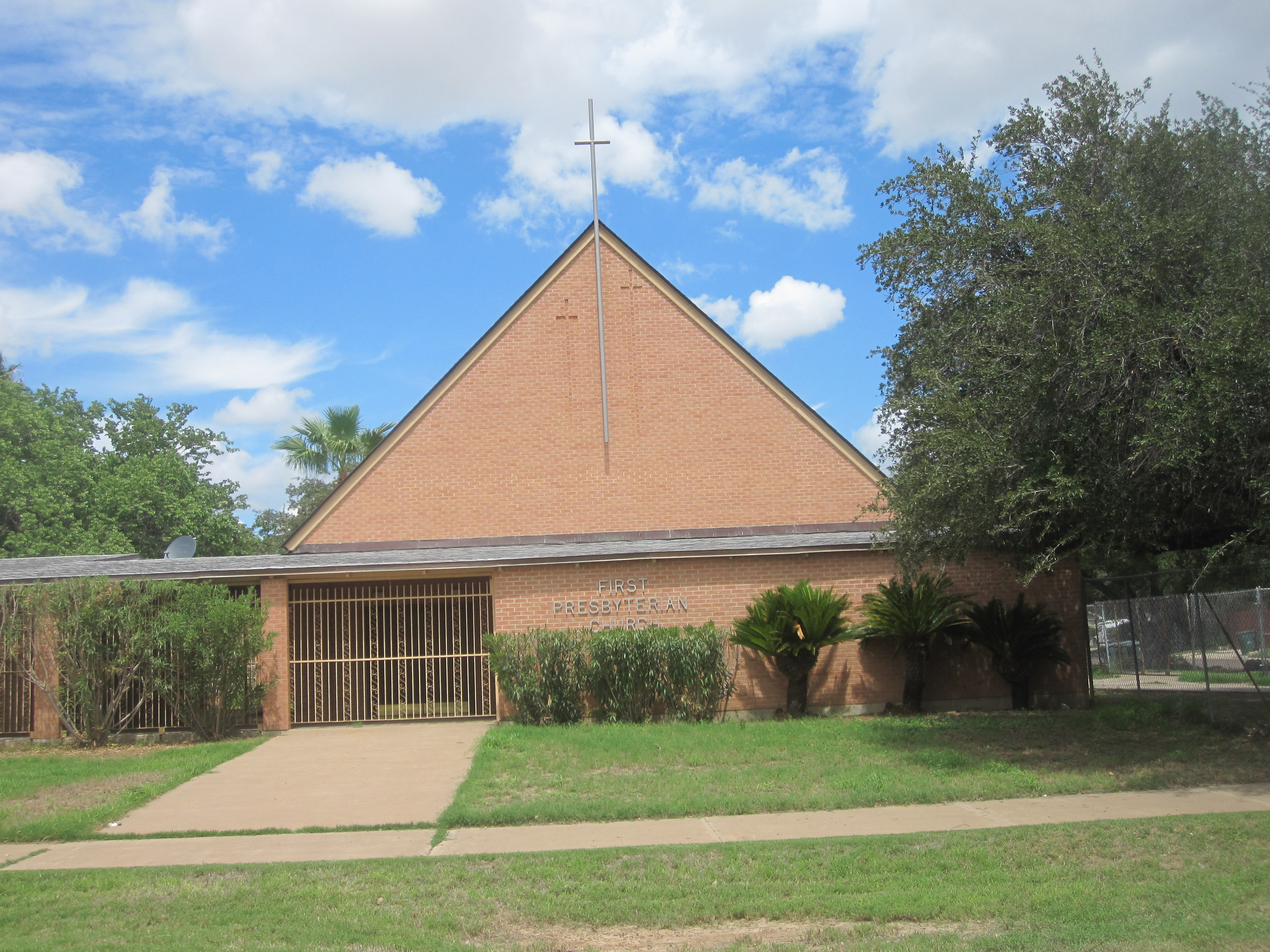
最初の長老派教会、ハイツ地区レイン通りにあり、クライスト・チャーチ・エピスコパルに近い

ラレドの建築はスペイン植民地、アメリカおよびメキシコの特色があるものである。スペイン植民地様式建物の大半はラレド中心街にある。アメリカ様式の建築は州間高速道路35号線沿線や中心街で見ることができる。
ラレドはローマ・カトリック教会の信徒が多く、多くの会派で印象的な礼拝所がある。最古の集会所は中心街歴史広場にあるサン・アグスティン大聖堂であり、その歴はラレドが設立された1755年にまで遡る。その他のカトリック系集会所には、都心のサン・ジョルジュ・アベニューとカラハン通りにある人目を引くアワーレディ・オブ・グアダルーペや、ハイツ地区のブレスト・サクラメントとクライスト・ザ・キング、ヒルサイド道路とスプリングフィールド・アベニューにあるセントジョン・ニューマン教会、市営給水塔に近いサンドマン通り1704のサン・マルティン・デ・ポレス、1970年に設立され2009年に改修されたデル・マール・ブールバードの大規模なセントパトリック・カトリック教会がある。カトリック教会教区事務所、ジェイムズ・タマヨ司祭の本部はグアダルーペ通り北のコーパス・クリスティ通りにある。さらに他のカトリック教会系集会所として、中心街メイン通りとガルシア通りの交差点にあるリディーマー教会は、2009年8月29日に100周年となった。サンダース通りとサンホセ通りの交差点にあるサン・ルイス・レイ・カトリック教会は1951年9月16日に開所された。その外には花で飾られた祈祷聖堂がある。
メソジスト、長老派教会、および米国聖公会の最初の集会所はラレド南中部ハイツ地区にある。1963年、バプテスト教会の最初の教会が中心街からJ・W・ニクソン高校に近いハイツ地区に移転した。ロナルド・A・スコット牧師の集会所は2008年3月2日にデル・マール・ブールバードの北、バートレット通りの新しい建物に移った。マリンチェ・アベニューにあった以前の聖所はラレド独立学区に売却され、ニクソン高校の施設拡張に使われることになっている。
末日聖徒イエス・キリスト教会の集会所はヒルサイド道路とカクタス・ドライブの交差点にある。ルーテル派や無会派の集会所グレース・バイブル教会はヒルサイドのはずれに、クロスローズ教会は国際ブールバードにある。もう一つのバプテスト集会所であるユナイテッド・バプテスト（マイク・バレラ牧師）は国際ブールバードにある。アッセンブリー・オブ・ゴッドの最初の集会所はマクファーソン道路の聖所に大規模なものを描いている。全ての会派や無会派の教会近くにはスペイン語の集会所もある。
ラレドで背の高いビルのリスト
| Rank | ビル名称                 | 高さ          | 階数 | 建造年 |
| ---- | ------------------------ | ------------- | ---- | ------ |
| 01   | ハミルトンホテル         | 150 ft (46 m) | 12   | 1923   |
| 02   | サン・アグスティン大聖堂 | 141 ft (43 m) | N/A  | 1872   |
| 03   | リオ・グランデ・プラザ   | -             | 15   | 1975   |
| 04   | ホデイイン・ラレド       | -             | 14   | 1984   |
| 05   | ラレド国定銀行           | -             | 10   | 1926   |
| 06   | 高齢者住宅               | -             | 8    | -      |
| 07   | ラレド医療センター       | -             | 7    | -      |
| 08   | ゲイトウェイ・イン       | -             | 6    | -      |
| 09   | リアルトホテル           | -             | 6    | 1925   |
| 10   | ウォーカープラザ         | -             | 5    | -      |

## 健康管理

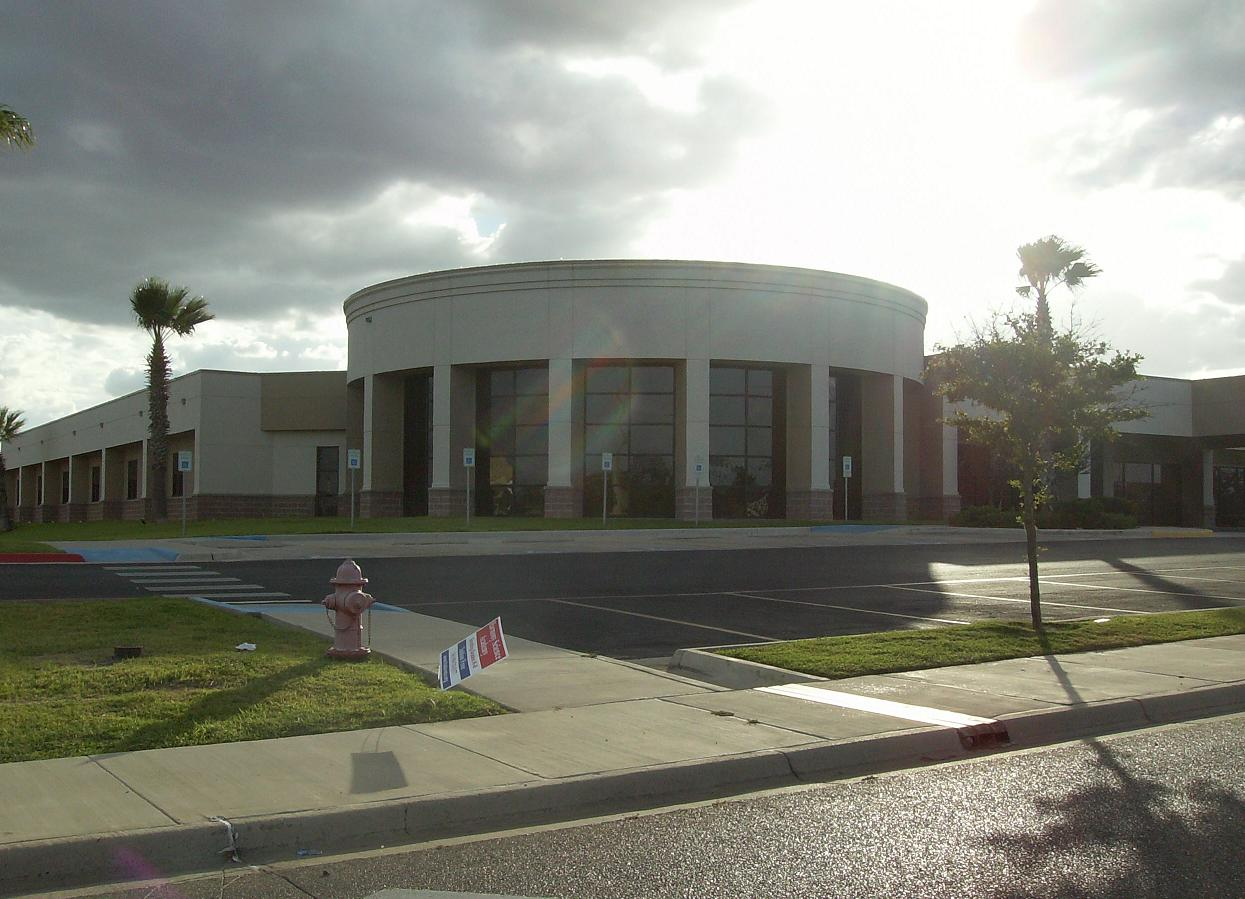
プロビデンス外科医療センター

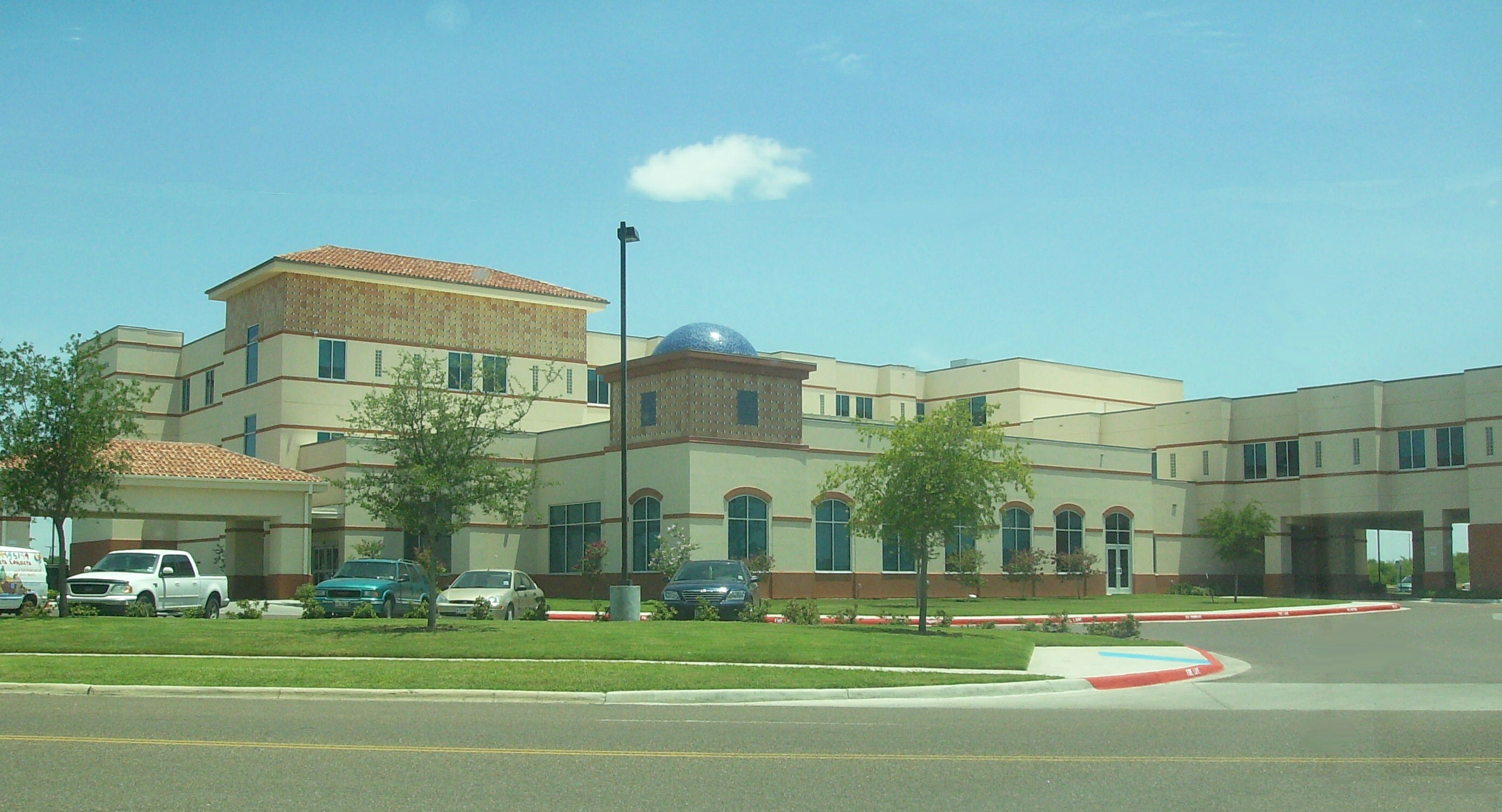
ラレド特殊病院

テキサス健康科学センター大学サンアントニオ校の支所がD・D・ハチャー複合ビル内にあることに加え、他に5カ所の主要医療センターがある。ラレド医療センター、ラレド北端のドクターズ病院、ゲイトウェイ・コミュニティ健康センター、プロビデンス外科医療センター、およびラレド特殊病院の5カ所である。
ラレド医療センター次のような医療、診療ができる。
| - 24時間救急救命室 - CTスキャン - 癌治療センター - 完全心臓病プログラム - 一般および急性医療 - 家庭健康管理およびホスピス - 高圧酸素医療セラピー - 入院リハビリテーション・センター - 集中治療室 - 陣痛、分娩、母子室 | - MRI - 治療室/手術室 - 新生児集中治療室 - 神経外科 - 産科 - 小児科および小児消化器科 - 高度看護施設 - 安置室 - 硝子体網膜治療 |

ドクターズ病院は、ラレドで2番目に大きな総合病院である。58エーカー (232,000 m2) の敷地に床面積25万平方フィート (23,000 m2) 以上、病床数180の施設であり、ユニバーサル・ヘルス・サービスの傘下にある。ラレド北部、環状20号線の側にある。主要建物の背後にあるドクターズ地域癌治療センターは包括的な癌治療を行っている。
プロビデンス外科医療センターは、ラレドの北中部にある救急医療機関であり、やはりユニバーサル・ヘルス・サービスが所有している。次のような医療、診療ができる。
| - 血液銀行 - 癌治療センター - 心肺医療科 - 糖尿病管理 - 職業病医療プログラム | - 高圧治療室 - 実験サービス - 核医学 - 整形外科 - 耳鼻咽喉科 | - 病理学検査 - 小児科 - 放射線科 - ハビリテーション・サービス - 高度看護施設 | - 安置室 - 社会福祉援助技術 - 外科 - 女性センター |

ゲイトウェイ・コミュニティ健康センターは、ラレドで3番目に大きな総合病院である。主建物は床面積64,000平方フィート (5,900 m2)、3階建てである。2006年にこの新しい1,100万ドルをかけた建物に移った。本部はアメリカ国道59号線に近いラレド東部にある。ラレド地域に、サウスクリニック、エル・セニーゾ・コミュニティセンターおよびクァドシティ・コミュニティセンターの3カ所にも支所がある。次のような医療、診療ができる。
| - 成人一次医療 - 入院治療 - 産科 - 家族計画クリニック | - 婦人科 - 画像診断 - 緑内障検査 - 乳癌および子宮頸癌検査 | - 小児科 - 予防接種 - 健康診断 - 小手術サービス | - リウマチ医療 - 歯科 - 義歯 - 口腔外科 |

ラレド特殊病院は、ラレドで4番目に大きな総合病院である。アーネスト・ヘルス・インクが所有し、2006年5月22日にエルモ・ロペス・ジュニアが設立した。手術後数時間の患者を受け入れている。開院は2007年3月だった。

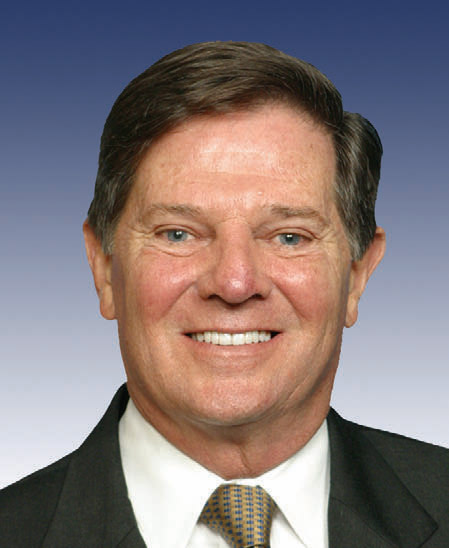
アメリカ合衆国下院院内総務トム・ディレイ

## ラレド出身の人物

### ラレド生まれの著名人
- デイビッド・バークリー・カントゥ、連邦議会名誉勲章を受章した初めてのメキシコ系アメリカ人
- ペドロ・"ピート"・アストゥーディリョ、作曲家
- フレディ・ベナビデス、元プロ野球選手
- サントス・ベナビデス、南北戦争で南軍の大佐
- ルイス・H・ブルーニ（1949年生）、ウェブ郡判事（2003年-2007年）、2008年テキサス州上院議員共和党候補
- オルランド・カニザレス、元プロボクサー、戦績50勝5敗1引き分け
- フランシスコ・G・シガロア、医学博士、テキサス健康科学センター大学サンアントニオ校学長
- ヘンリー・クエリャル、テキサス州第28選挙区選出アメリカ合衆国下院議員（2005年-）、元州務長官（2001年）、テキサス州下院議員（1987年-2001年）
- トニー・ダルトン、俳優、映画脚本家
- トム・ディレイ、元テキサス州第22選挙区選出アメリカ合衆国下院議員、多数党院内総務、共和党
- ベティ・フロレス、ラレドで初の女性市長（1998年-2006年）
- フリオ・A・ガルシア（1943年-2008年）、著名なラレドの弁護士、地区検事（1980年-1988年）
- ウィリアム・N・"ビリー"・ホール・ジュニア（1940年-2002年）、テキサス州下院議員、郡財務官、市民運動指導者
- オスカー・M・ローレル（1920年-2001年）、テキサス州下院議員、地区検事、国家運輸安全委員会委員、国際善隣委員会執行役員
- トマス・C・マン、元在エルサルバドルアメリカ合衆国大使
- フェデリコ・ペーニャ、元デンバー市長、元アメリカ合衆国運輸長官、元アメリカ合衆国エネルギー長官、民主党
- ジョニー・ロドリゲス、カントリー・ミュージック歌手
- エゼキエル・D・サリナス（1908年-2007年）、州裁判所判事（1950年-1974年）、ヒスパニックのための公民権運動家
- アントニオ・R・"トニー"サンチェス・ジュニア、石油業者、銀行家、2002年民主党テキサス州知事候補
- ホセ・シルバ、超心理学者
- ギリェルモ・ベラ（1912年-1986年）、駐メキシコ大使館付き武官、メキシコシティで最初のアンカーマン
- ペギー・ウェバー、ラジオとテレビの女優
- ジュディス・ザフィリーニ（1946年生）、テキサス州上院議員（1980年-）
- マイルス・ズニガ（生まれたときはアルフレッド・ズニガ）、ギタリスト、ロックバンドファストボールのシンガーソングライター、
- カレブ・カナレス、バスケットボールコーチ　NBAのダラス・マーベリックスのアシスタントコーチ

### ラレド生まれではないが著名な住人
- スティーヴン・アスムッセン、馬の調教師、三冠馬を3度育てた
- ルース・B・コウル（1912年-2008年）、慈善事業家
- ラドクリフ・キラム（1910年-2007年）、牧場主、石油業、土地開発者
- ジャネット・クルーガー（1953年生）、テキサス州南部牧場で暮らす芸術家、テキサス農工国際大学教授
- ブラックジャック・ランザ、元プロレスラー、現在はWWEのプロデューサー
- ラファエル・A・レクオナ（1928年生）、元オリンピック体操選手、元 政治学で大学教授
- B・P・ニューマン（1927年-2008年）、実業家、土地開発者、チャパラル、ビスタヘルモーサ、およびシエラビスタ区画を作った慈善事業家
- ホセ・モンティ・モンタネス、ニュー・メヌドのバンドメンバー
- リチャード・ペーニャ・レイモンド、テキサス州下院議員（2001年-）
- クリスピン・サンチェス（1924年-2008年）、教育者、メキシコ系アメリカ人の代弁者
- アルド・タタンジェロ（1913年-2008年）、ラレドの改革派市長（1978年-1990年）
- ジェリー・D・トンプソン、テキサス農工国際大学提携の歴史家
- ロバート・G・ホワイトヘッド（1916年-2007年）、実業家、「ブルースター」救急軟膏を市場に出した、芸術家

### 小説の中の人物
- ジョニー・リオ、ジョン・レチーの小説『ナンバーズ』の主人公、ロサンジェルスに行く前にラレドに住んだ

## スポーツ

### ラレド・バックス

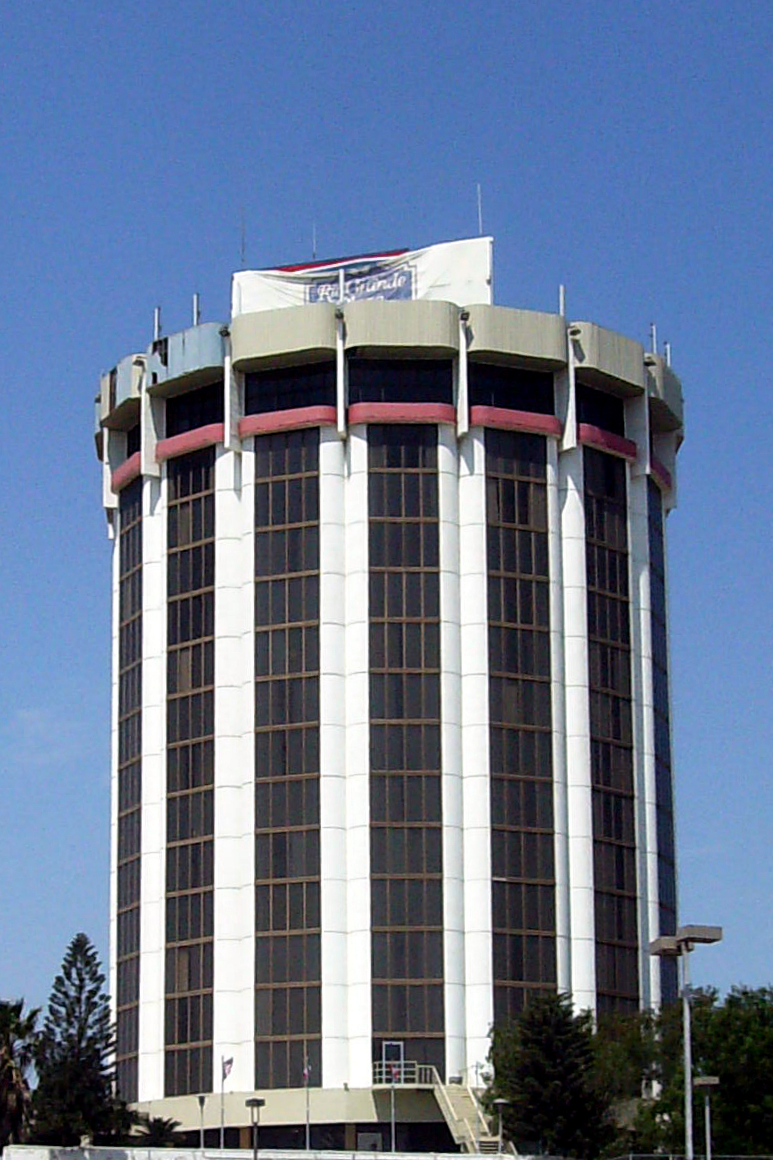
リオ・グランデ・プラザ

ラレドにはラレド娯楽センターを本拠地にするアイスホッケー・チームラレド・バックスがおり、プレジデント・カップのチャンピオンに2回なった。コーチはカナダ生まれのテリー・ラスコースキー（1954年生）である。ラレド・バックスはセントラル・ホッケー・リーグの南東地区に所属しており、2002年から2003年のシーズンに始動した。活動1年目に年間フランチャイズ賞を受賞した。2003年-2004年シーズンと2005年-2006年シーズンでチャンピオンになり、2003年-2004年シーズンではガバナーズカップのレギュラーシーズン・チャンピオンになった。1年目からプレイオフに出ており、過去4年間は決勝まで進んで連続決勝出場の記録となり、4回の内2回に勝利した。過去4年間南東地区と南部連合のチャンピオンでもある。加盟以来全シーズンでトップ5に入っている。

### ラレド・ヒート
ラレド・ヒートはユナイテッドサッカーリーグのプレミア・デベロプメント・リーグに所属するチームである。本拠地はテキサス農工国際大学サッカー・コンプレックスである。2004年に設立された。南部連合の中南部地区でプレイしている。2006年のシーズンでは準優勝したが、オープンカップの第1ラウンドまでだった。2007年のシーズンでは南部連合のチャンピオンになった。この年には初めてレミア・デベロプメント・リーグで優勝した。

### ラレド・ブロンコス
ラレド・ブロンコスは独立系ユナイテッドリーグとテキサス・ウィンターリーグに所属する野球チームである。最新技術を駆使した野球複合施設であるフィールド・オブ・ドリームズが建設中の間は、ベテランズ・フィールドを本拠地にしている。チームは2005年に設立された。
| クラブ             | スポーツ       | リーグ                                          | 本拠地                                       | 設立年 | 優勝                  |
| ------------------ | -------------- | ----------------------------------------------- | -------------------------------------------- | ------ | --------------------- |
| ラレド・バックス   | アイスホッケー | セントラル・ホッケー・リーグ                    | ラレド娯楽センター                           | 2002年 | 2回（2004年、2006年） |
| ラレド・ブロンコス | 野球           | ユナイテッドリーグ / テキサス・ウィンターリーグ | ベテランズ・フィールド                       | 2006年 | 0                     |
| ラレド・ヒート     | サッカー       | プレミア・デベロプメント・リーグ                | テキサス農工国際大学サッカー・コンプレックス | 2004年 | 1回（2006年）         |

### スタジアムとアリーナ

#### ラレド娯楽センター

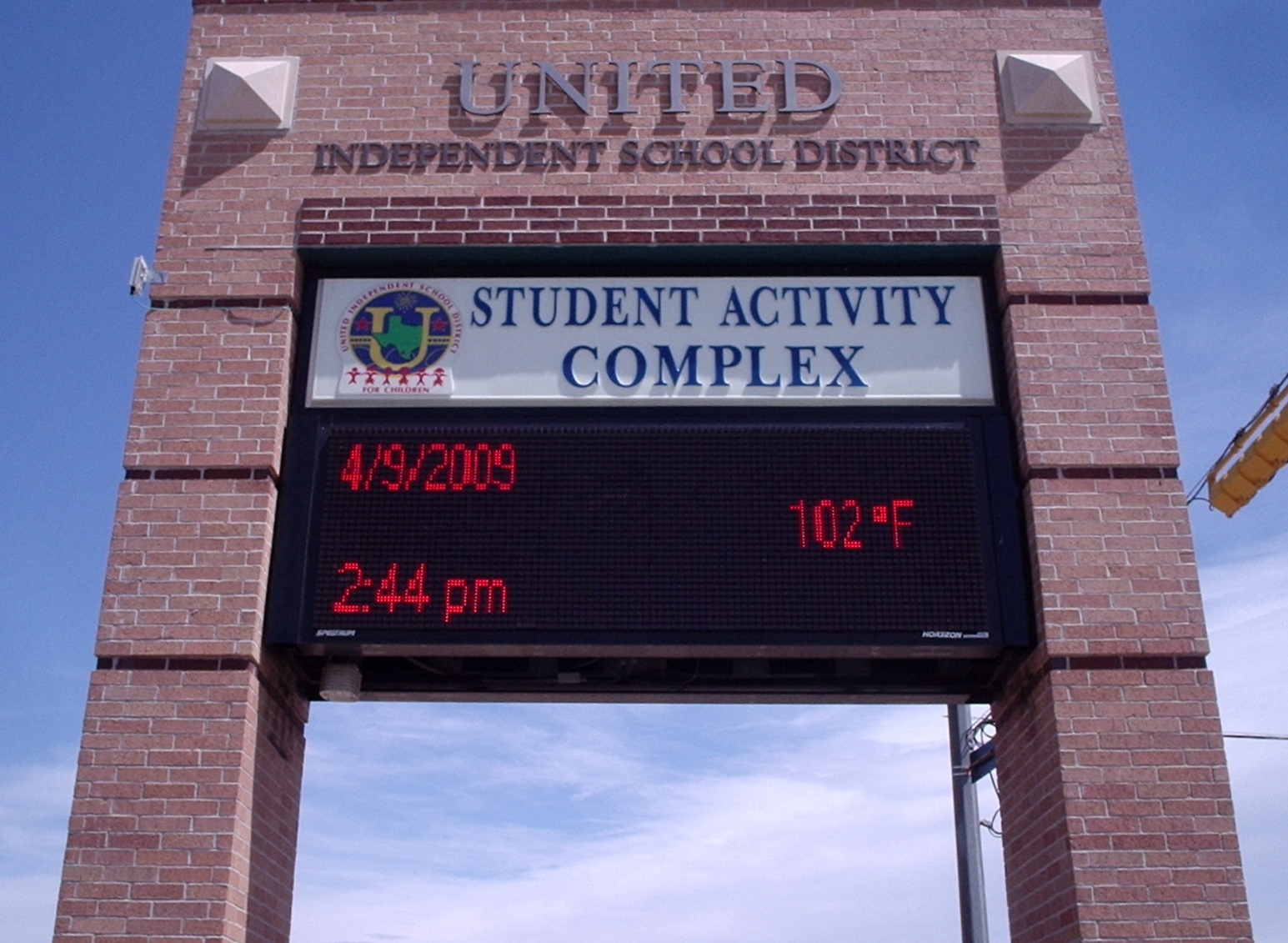
学生活動複合施設入り口

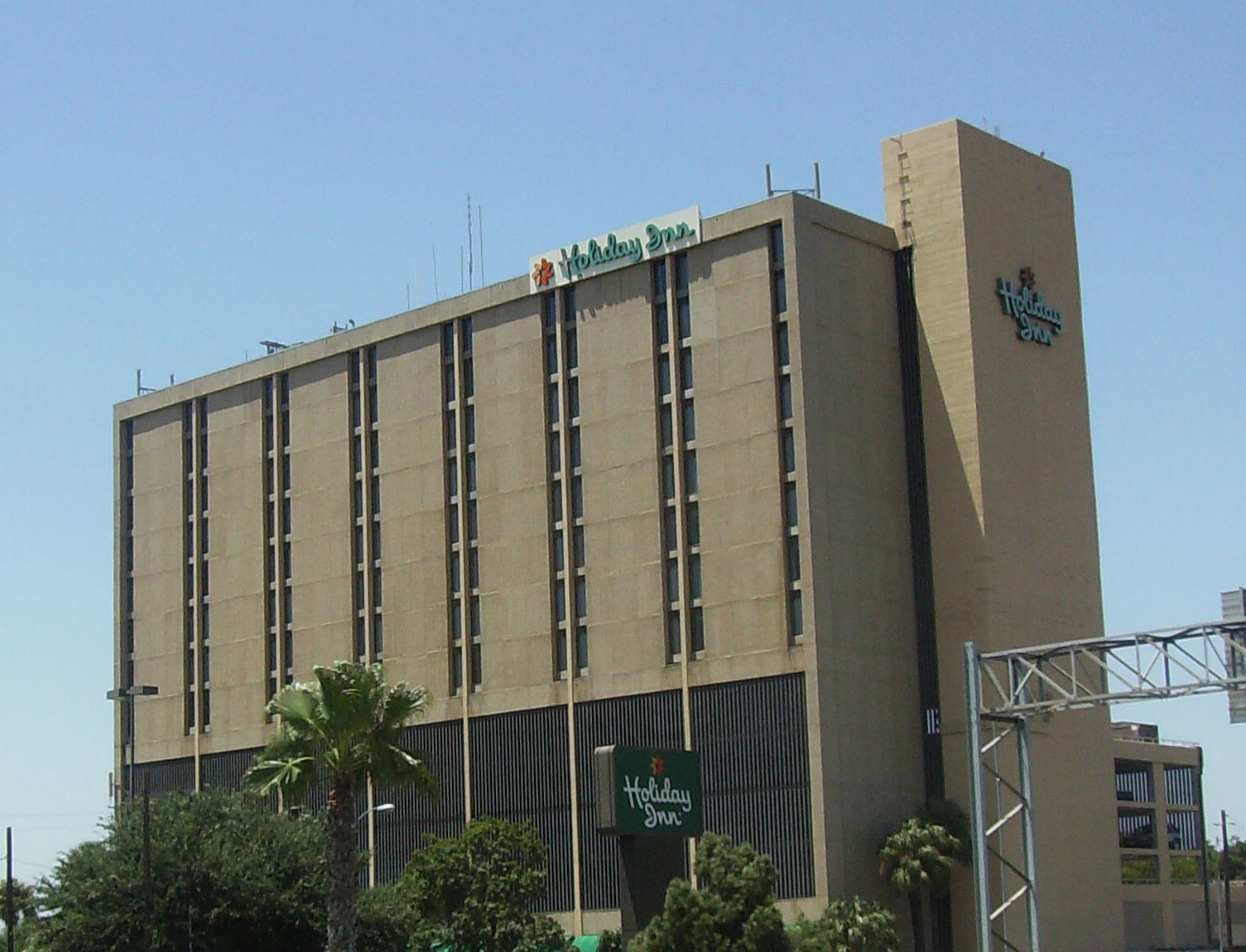
ホリデーイン

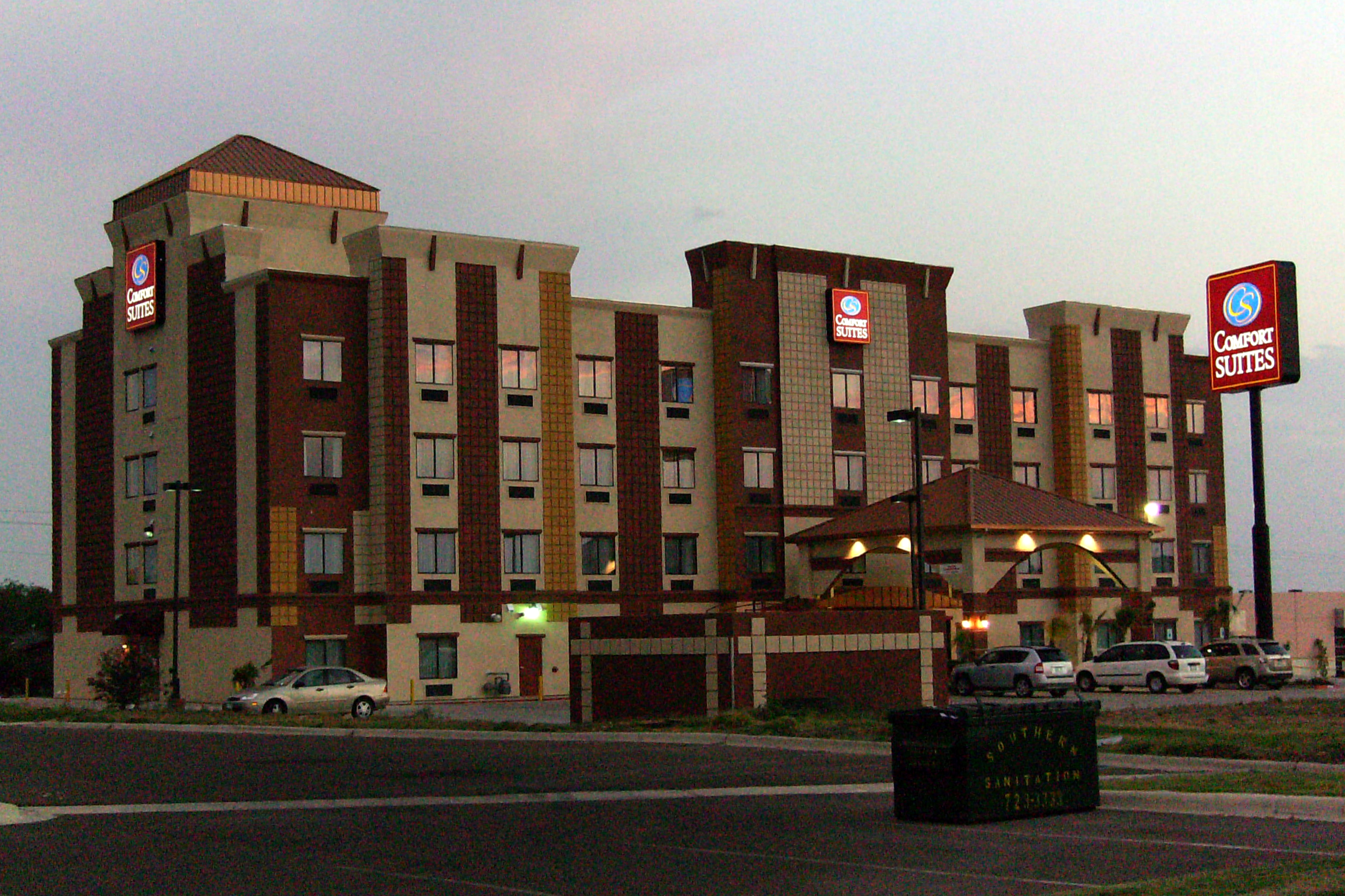
コンフォート・スイーツ

ラレド娯楽センターは環状20号線とジャカマン道路沿いにある。ラレド・バックスとラレド・ロボスの本拠地である。面積178,000平方フィート (16,500 m2)、総工費3,650万ドル、収容人員数はアイスホッケーとアリーナ・フットボールのときに8,002人、コンサートのときは10,000人である。200人の登録会員のために14の豪華なスイートルーム、4つの会議室と1つのプライベートクラブがある。2002年半ばにラレドの消費税を0.25%増税して建設された。開催できるスポーツとしては、アイスホッケー、アリーナ・フットボール、室内サッカー、バスケットボール、レスリングおよびボクシングである。この競技場では、ラレド狩猟と釣りのショー、ミス・テキサス、家庭菜園ショー、および高校の卒業式など多くの行事を開催している。トゥール、エアロスミス、キッス、エルトン・ジョン、スティクス、ZZトップ、リッキー・マーティン、ジョージ・ロペス、エンリケ・イグレシアスなど多くの有名なアーチストやバンドがここで公演を行った。

#### 学生活動複合施設
学生活動複合施設は州道359号線沿いにある。統合独立学区の学生のために使われている。2004年に建設され、市内で唯一人工芝のスタジアムである。ラレド・ヒートの本拠地でもある。収容人員は8,500人である。アメリカンフットボール、サッカーおよび野球が行われる。

#### テキサス農工国際大学サッカー・コンプレックス
テキサス農工国際大学サッカー・コンプレックス（またはダストデビル・フィールドとも呼ばれる）は、2006年に建設され、2007年に改装された。テキサス農工国際大学のキャンパス内にある。4,000人収容のサッカー場が2面ある。2007年のチャンピオンチーム、ラレド・ヒートの本拠地であり、またハートランド連合NCAA第2地区に所属するダストデビルズ男女サッカーチームの本拠地でもある。

#### シャーリー・フィールド
シャーリー・フィールドは、サン・ベルナルド・アベニュー沿い市民センターとR&Tマーティン高校に隣接してある。1937年にマーティン高校と共に建設された。ラレド独立学区のアウトドア・アスレチックがあり、毎年ボーダー・オリンピックが開催される。通常5,000席だが、エンドゾーンに追加席を加えることで10,000席まで拡大できる。メキシコのプロ・サッカークラブがここで様々な練習試合を行い、天然芝が「良い」サッカー試合を作るとしている。フットボール、サッカーおよび陸上競技が行われる。この歴史ある競技場に大きな改修工事が計画されている。

#### クリューガー・フィールド
クリューガー・フィールドはラレド北部にあり、統合独立学区が所有している。このスタジアムは3,000人収容であり、高校生のフットボールやサッカーに利用されている。ユナイテッド高校やジョン・B・アレクサンダー高校のフットボールやサッカーのチームの本拠地である。

#### ベテランズ・フィールド
ベテランズ・フィールドは、以前ウェスト・マーティン・フィールドと呼ばれていた野球場である。ラレド・ブロンコスの本拠地である。収容人員は約5,000人である。1950年の建設であり、大きな改装が行われようとしている。1985年から2003年までメキシコ野球リーグで5度優勝したテコロテス・デ・ロス・ドス・ラレドスの本拠地だった。テキサス農工国際大学のハートランド連合NCAA第2地区に所属する野球チームの本拠地でもある。

### フィールド・オブ・ドリームズ
フィールド・オブ・ドリームズは現在ラレド市で進行中の計画の愛称である。この計画にはラレド娯楽センター近くに新しい野球場を建設することが含まれている。計画は市制委員会にまず承認され、住民投票では賛成61.32%、反対38.68%で可決された。2004年以来、ラレド娯楽センターのために消費税増税分0.25%で建設資金が集められ、現在1,500万ドルの余剰金がある。この野球場はラレド・ブロンコスの本拠地になるはずである。他にもサッカー・リーグ、ユースとプレップの野球試合など青少年スポーツに使われる予定である。

### ラレド市民センター
ラレド娯楽センターが建設されるまでは、ラレド市民センターで主要なコンサートやショーが行われた。ここには1,979席のホールと1,635席のバンケットと転じのホールがある。

## 交通

### 航空

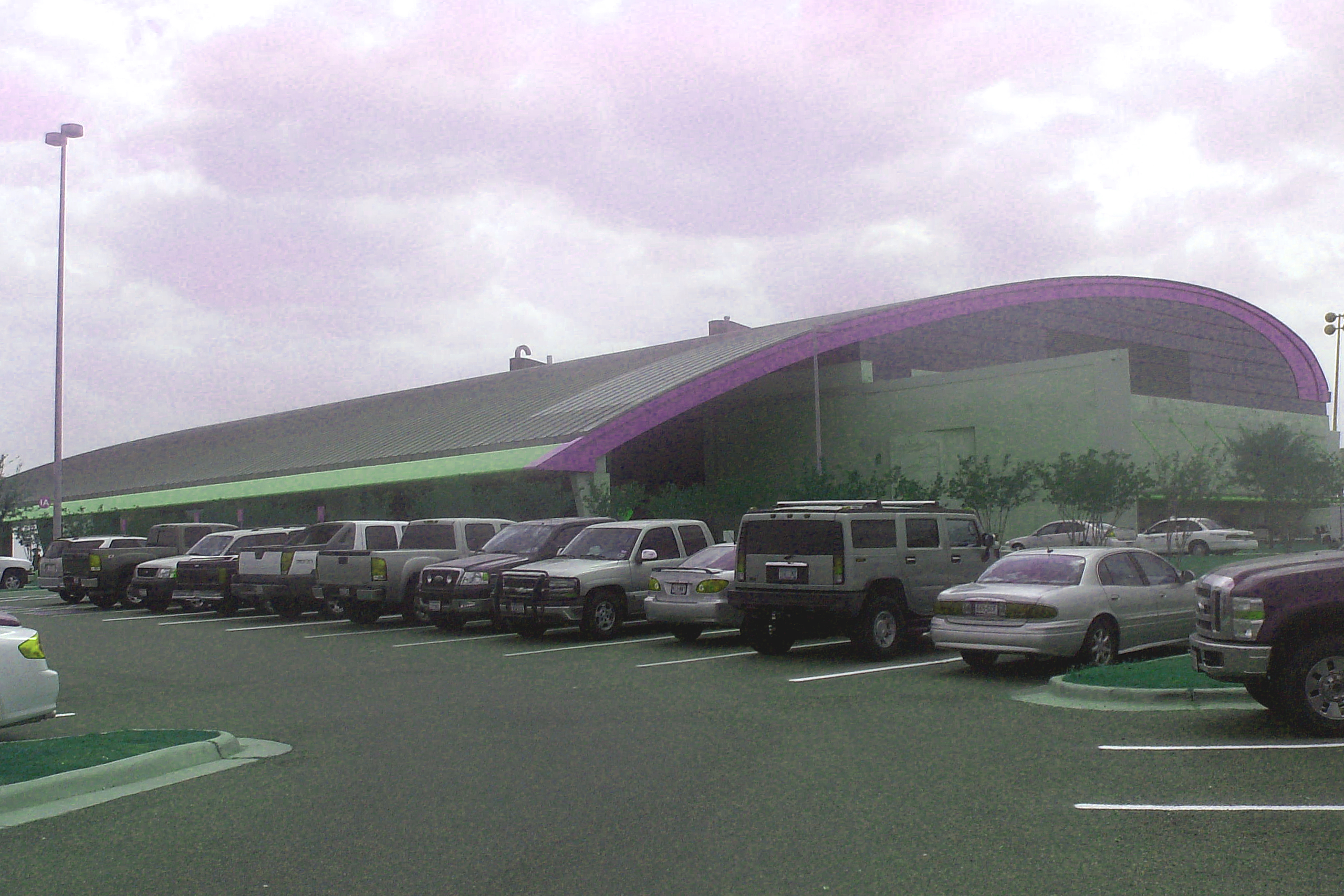
ラレド国際空港

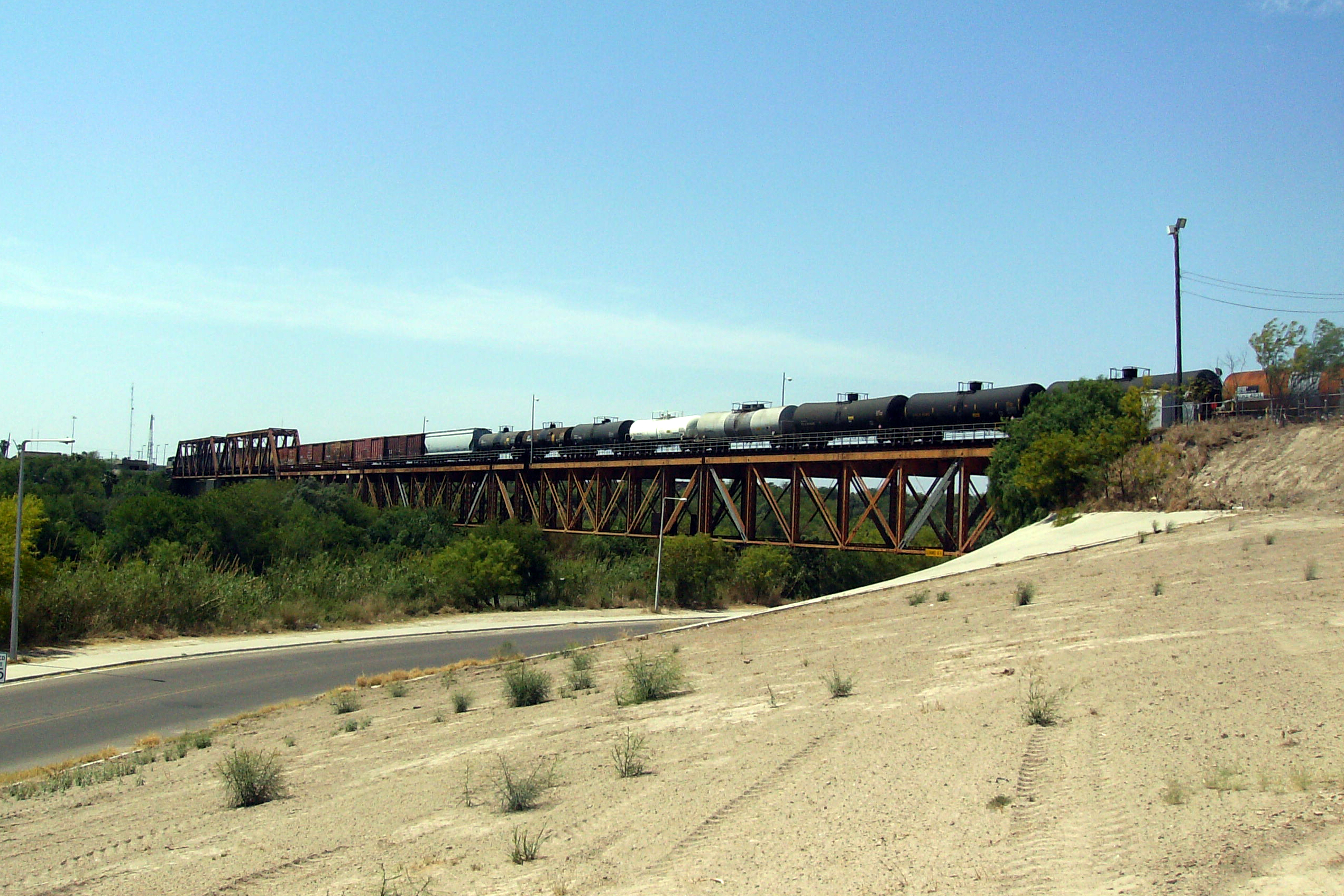
テキサス・メキシコ鉄道国際橋、ラレドから臨む

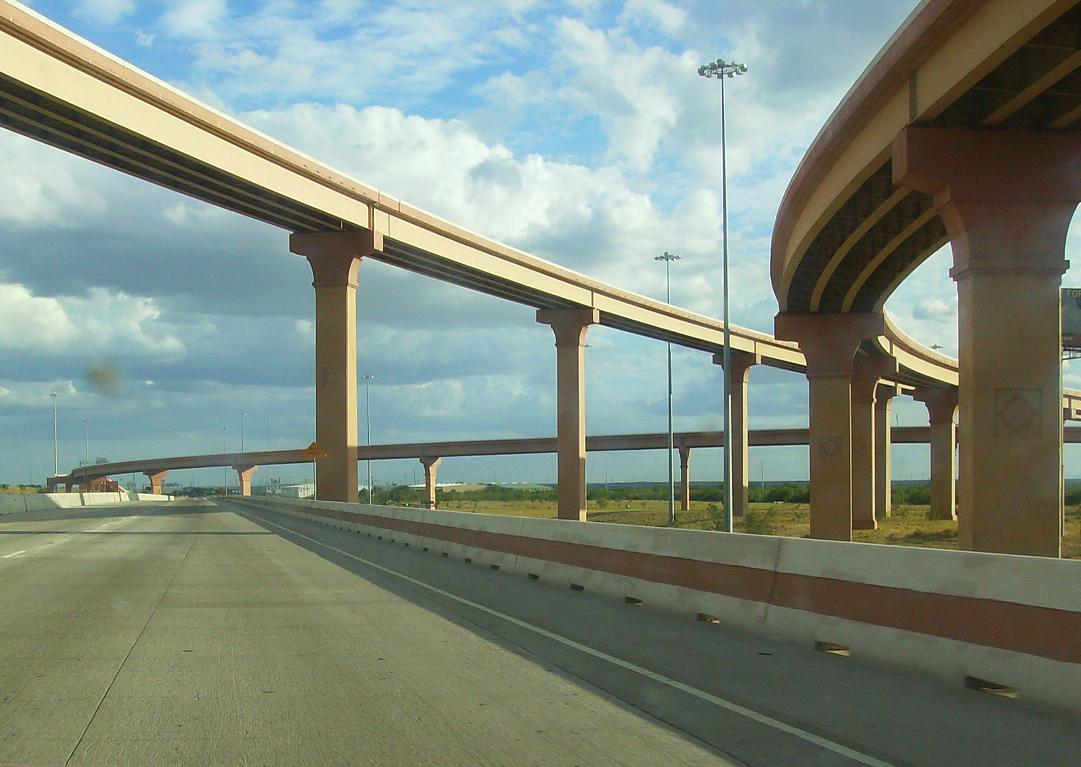
州間高速道路35号線と環状20号線の交差点

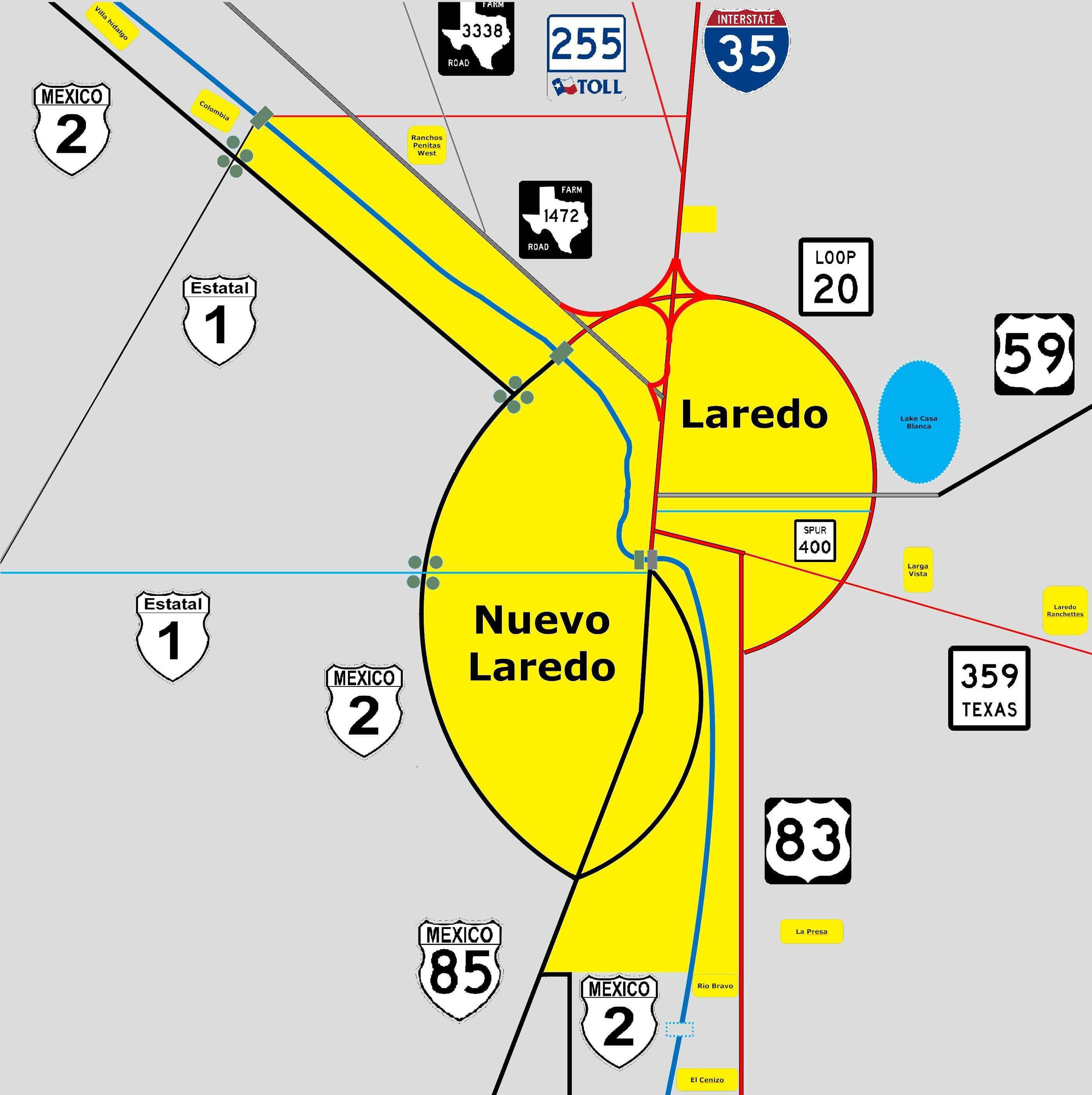
ラレド・ヌエヴォラレド都市圏の地図

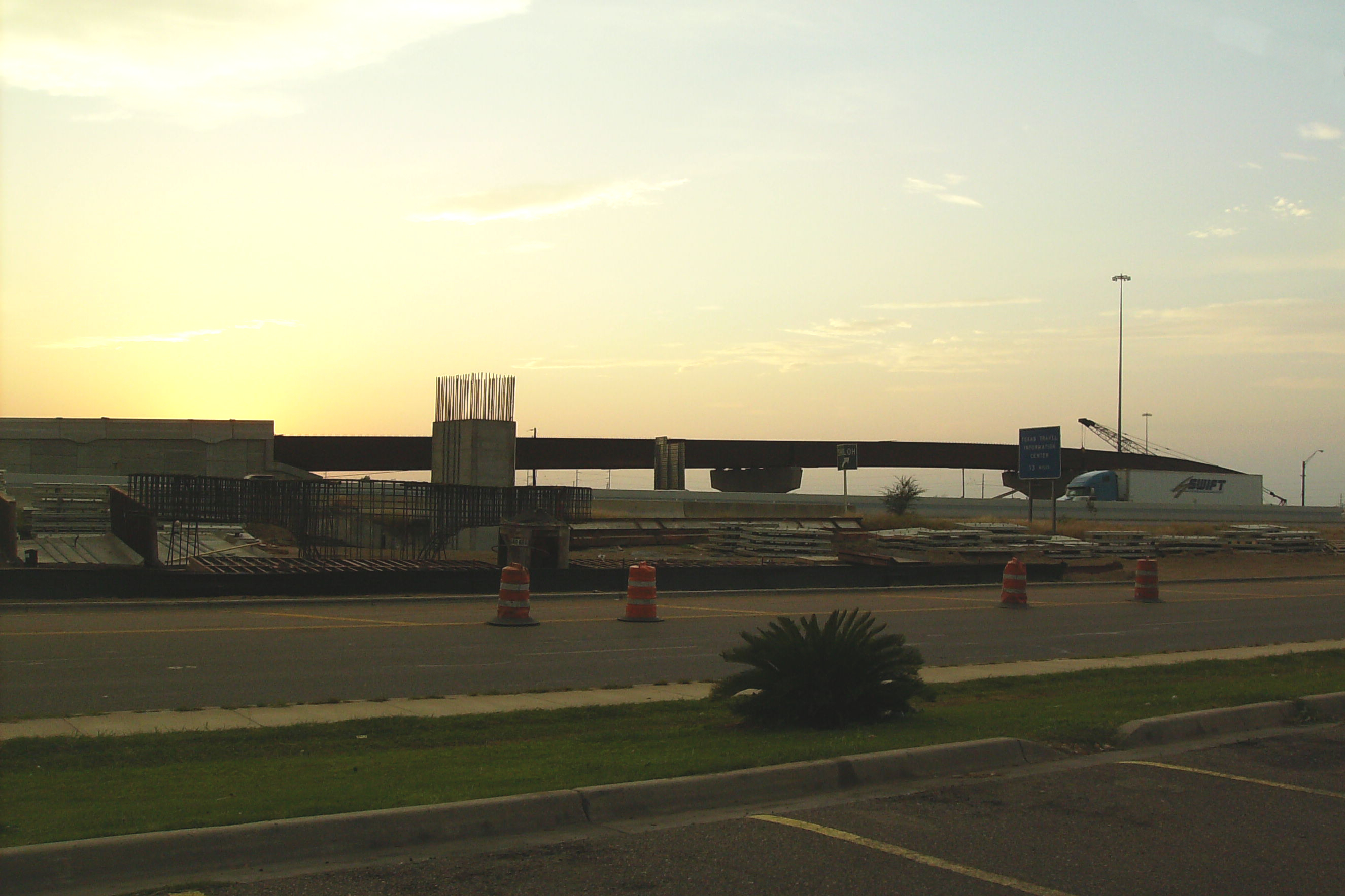
州間高速道路35号線と農園・市場道路1472号線の交差点

ラレドにはラレド国際空港がある。毎日、ヒューストン（ジョージ・ブッシュ・インターコンチネンタル空港）とダラス・フォートワース国際空港に定期便がある。ネバダ州ラスベガスには週3便が利用できる。1970年代半ばにラレド空軍基地が閉鎖された後、連邦政府は古い空軍基地と資産をラレド市の新しい市民空港として移管した。その時点から1990年代半ばまで、この空港は乗降客用の小さなターミナルと航空貨物や民間飛行機のための幾つかのハンガーを使っていた。1990年代半ばに最新技術を駆使した新しいターミナルが新設の環状20号線沿いに建設され、大型ジェット機や乗降客の増加に対応できるようになった。航空貨物用施設、誘導路およびエプロンが拡張され、DHL、FedEx、UPS、BAXなどの貨物機が商業航空貨物便を追加することで反応した。ラレドにはラレド医療センターとドクターズ病院の2カ所に医療用ヘリポートもある。

### 大量輸送
エル・メトロは21の定時路線と中間的交通を運行する大量輸送機関であり、年間460万人の乗客を運んでいる。エル・メトロは47以上の定期バス路線と2つのトロリーおよび18の中間的交通とリフトバンと連携している。エル・メトロの中継所はラレド中心街のエル・メトロ・トランジットセンターにある・このセンターにはグレイハウンド・バス路線の停留所や中心街の買い物客と労働者のための有料駐車場もある。

### 田園部輸送
田園部の輸送はウェブ郡が運営する「エル・アギラ田園部輸送」（ザ・イーグル）がバスを走らせている。エル・アギラはウェブ郡田園部（ブルーニ、エル・セニーゾ、ミランドシティ、オイルトンおよびリオブラボー）からラレド中心街のトランジットセンターまで毎日定期便を走らせている。

### 国際橋
- ゲイトウェイ・ツー・ザ・アメリカス国際橋
- フアレス・リンカーン国際橋
- 世界貿易国際橋（商業運行のみ）
- コロンビア・ソリダリティ国際橋
- テキサス・メキシコ鉄道国際橋

### 幹線道路
ラレドの幹線道路とその始終端
- 州間高速道路35号線 ラレド - ミネソタ州ダルース
- アメリカ国道59号線 ラレド - ミネソタ州ランカスター
- アメリカ国道83号線 ブラウンズビル - ラレド - ノースダコタ州ウェストホープ
- テキサス州道255号線 ラレド - ヌエボ・レオン州コロンビア
- テキサス州道359号線 ラレド - テキサス州スキッドモア
- テキサス州道環状20号線 ラレド周辺を周回
- 農園・市場道路1472号線 ラレド - コロンビア・ソリダリティ国際橋

ヌエボ・ラレドの幹線道路とその始終端
- メキシコ連邦道路85号線 ヌエボ・ラレド - メキシコシティ
- メキシコ連邦道路2号線 マタモーロス - ヌエボ・ラレド - コロンビア - シウダ・アクーニャ
- タマウリパス州道1号線 ヌエボ・ラレド - モンテレイ
- ヌエボ・レオン州道支線1号線 コロンビア - アナウアク

### 近隣の都市
| 都市                         | 人口（人） | 距離（マイル(km)） |
| ---------------------------- | ---------- | ------------------ |
| タマウリパス州ヌエボ・ラレド | 355,827    | 0 (0 km)           |
| コアウイラ州モンクローバ     | 294,191    | 124 (199 km)       |
| ヌエボ・レオン州モンテレイ   | 3,664,334  | 125 (201 km)       |
| タマウリパス州レイノサ       | 526,888    | 130 (209 km)       |
| テキサス州コーパスクリスティ | 409,741    | 131 (211 km)       |
| テキサス州サンアントニオ     | 1,942,217  | 154 (248 km)       |
| タマウリパス州マタモロス     | 462,157    | 167 (268 km)       |
| コアウイラ州サルティーヨ     | 648,929    | 181 (291 km)       |

## 見どころ
- リオ・グランデ川
- カサブランカ湖
- ラレド中心街
  - マッキントッシュ砦
  - リオグランデ共和国議事堂博物館
  - サン・アグスティン大聖堂
  - サン・アグスティン歴史地区
  - ストリーツ・オブ・ラレド・モール

## 姉妹都市
ラレドでは1月に2003年から始まったラレド国際姉妹都市祭を開催する。この祭は国際的事業、貿易、観光および文化の展示会である。ラレドの姉妹都市全てが招待される。2004年、この祭は国際姉妹都市協会から全体プログラム最優秀賞を受賞した。以下はラレドの姉妹都市のリストである。
| - メキシコ、アカンバーロ 2004年 - 中華人民共和国、郴州市 2001年 - メキシコ、シエネガ・デ・フローレス 1987年 - メキシコ、クエルナバカ - メキシコ、グアダラハラ - メキシコ、グアダルーペ 2000年 - メキシコ、ヘレス・デ・ガルシア・サリナス1987年 - メキシコ、ランパソス 2000年 - スペイン、ラレド 1978年 | - メキシコ、レオン 2006年 - メキシコ、マリン - メキシコ、メヒタカカン 2002年 - メキシコ、モンクローバ 2003年 - メキシコ、モンテモレーロス - オーストラリア、マレーブリッジ 1984年 - メキシコ、ヌエボ・ラレド 1986年 - アルゼンチン、サン・アントニオ・デ・アレコ 2001年 - メキシコ、サン・ミゲル・デ・アジェンデ 2001年 | - 台湾、台南市 1985年 - メキシコ、テパティトラン - メキシコ、ティフアナ - メキシコ、トラフアリーヨ 1988年 - メキシコ、トナリャ - メキシコ、トレオン 2004年 - メキシコ、ベラクルス 1992年 - 中華人民共和国、武威市 2004年 - 中華人民共和国、资兴市 2002年 |

審理中:
- メキシコ、カンデーラ
- メキシコ、パパントラ
- 中華人民共和国、日照市
- 中華人民共和国、青海省

## メディア

### 新聞
| 紙名                                 | 発刊頻度 | 言語       | 発行都市       | ウェブサイト    |
| ラレド・モーニングタイムズ           | 日刊     | 英語       | ラレド         | lmtonline.com   |
| ラレDOS                              | 月刊     | 英語       | ラレド         | laredosnews.com |
| エル・ディアリオ・デ・ヌエボ・ラレド | 日刊     | スペイン語 | ヌエボ・ラレド | diario.net      |
| エル・マニャーナ                     | 日刊     | スペイン語 | ヌエボ・ラレド | elmanana.com    |
| プリメーラ・オラ                     | 日刊     | スペイン語 | ヌエボ・ラレド | primerahora.com |
| ウルティマ・オラ                     | 日刊     | スペイン語 | ヌエボ・ラレド | ultimahora.com  |

### テレビ
| チャンネル | ヴァーチャル | デジタル | ダイレクト | タイムワーナーケーブル | コールサイン | 系列                       | 免許発行市     | 公式ウェブサイト  |
| 2          | -            | -        | -          | 99                     | XEFE-TV      | テレビサ                   | ヌエボ・ラレド | -                 |
| 8          | 8.1          | 15.1     | 8          | 10                     | KGNS-TV]     | NBC                        | ラレド         | pro8news.com      |
|            | 8.2          | 15.2     |            | 19                     | KTXW         | CWテレビジョンネットワーク | ラレド         | Laredo CW         |
|            | 8.3          | 15.3     |            | 25                     | KGNS-TV      | テレムンド                 | ラレド         | telemundo.com     |
| -          | -            | -        | 9          | 11                     | KLRN         | 公共放送サービス           | サンアントニオ | klrn.org          |
| 11         | 11.1         | 25.1     | -          | 14                     | XHBR-TV      | XEW                        | ヌエボ・ラレド | esmas.com         |
| -          | -            | -        | 12         | 9                      | KSAT-TV      | ABC                        | サンアントニオ | ksat.com          |
| 13         | 13.1         | 31.1     | 13         | 6                      | KVTV         | CBS                        | ラレド         | cbs.com           |
| 21         | 21.1         | 50.1     | -          | 98                     | XHLNA        | TV Azteca 13               | ヌエボ・ラレド | tvazteca.com      |
| 25         | 27.2         | 19.2     | -          | 77                     | KETF         | Telefutura                 | ラレド         | ketftv.com        |
| 27         | 27.1         | 19.1     | 27         | 12                     | KLDO         | ユニビジョン               | ラレド         | kldotv.com        |
| -          | 27.4         | 19.4     | -          | -                      | KLDO         | LATV                       | ラレド         | kldotv.com        |
| 33         | 33.1         | 51.1     | -          | -                      | XHLAT        | TV Azteca 7                | ヌエボ・ラレド | tvazteca.com      |
| 39         | 27.3         | 19.3     | 39         | 16                     | KXOF         | Fox/MyNet                  | ラレド         | myfoxlaredo.com   |
| 45         | -            | -        | -          | 15                     | XHNAT        | Multimedios                | ヌエボ・ラレド | multimedios.tv    |
| 55         | -            | -        | -          | 4                      | KNEX-LP      | Azteca America             | ラレド         | aztecaamerica.com |
| 57         | 11.2         | 25.2     | -          | -                      | XHLAR        | Televisa                   | ヌエボ・ラレド | -                 |
| 68         | -            | -        | -          | -                      | KLMV-LP      | 宗教                       | ラレド         | klmv68.com        |

### AMラジオ
| 周波数 | コールサイン | 局名                 | 免許発行市     | ウェブサイト              |
| 530    | WPMQ285      | TxDOT 道路情報ラジオ | ラレド         | -                         |
| 790    | XEFE (AM)    | La Mera Ley          | ヌエボ・ラレド | -                         |
| 890    | KVOZ (AM)    | Radio Cristiana      | ラレド         | lanuevaradiocristiana.com |
| 960    | XEK (AM)     | La Grande            | ヌエボ・ラレド | xek.com                   |
| 1000   | XENLT (AM)   | Radio Formula        | ヌエボ・ラレド | radioformula.com          |
| 1090   | XEWL (AM)    | W-Radio              | ヌエボ・ラレド | wradio.com.mx             |
| 1300   | KLAR         | Radio Poder          | ラレド         | feypoder.com              |
| 1340   | XEBK (AM)    | exa FM               | ヌエボ・ラレド | exafm.com.mx              |
| 1370   | XEGNK (AM)   | Radio Mexicana       | ヌエボ・ラレド | -                         |
| 1410   | XEAS (AM)    | Ke Buena             | ヌエボ・ラレド | kebuena.com               |
| 1490   | KLNT         | Radio Norteno        | ラレド         | -                         |
| 1550   | XENU (AM)    | La Rancherita        | ヌエボ・ラレド | -                         |
| 1610   | WPMQ285      | TxDOT 道路情報ラジオ | ラレド         | -                         |

### FMラジオ
| 周波数 | コールサイン | 局名                | 放送内容                       | 免許発行市     | ウェブサイト       |
| 88.1   | KHOY         | Catholic Radio      | 宗教                           | ラレド         | khoy.org           |
| 88.9   | XHLDO-FM     | Radio Tamaulipas    | 公共ラジオ                     | ヌエボ・ラレド | tamaulipas.gob     |
| 89.9   | KBNL         | Radio Manantial     | 宗教                           | ラレド         | Radio Manantial    |
| 91.3   | XHNOE-FM     | Stereo 91.3 FM      | スペイン・コンテンポラリー     | ヌエボ・ラレド | xhnoe.com          |
| 92.7   | KJBZ-FM      | Z93                 | Tejano                         | ラレド         | Z93.com            |
| 94.1   | XHTLN-FM     | Imagen / RMX Laredo | トーク / コンテンポラリー      | ヌエボ・ラレド | rmx.com.mx         |
| 94.9   | KQUR-FM      | The Works           | AC Top 40                      | ラレド         | jammin949.com      |
| 95.7   | XHBK-FM      | Exa FM              | スペイン・コンテンポラリー     | ヌエボ・ラレド | exanuevolaredo.com |
| 96.5   | NEW          | Tu Radio            | Norteno                        | ヌエボ・ラレド | -                  |
| 97.1   | XHNLO-FM     | Multimedios Radio   | スペイン・コンテンポラリー     | ヌエボ・ラレド | -                  |
| 98.1   | KRRG         | Big Buck Country    | カントリー                     | ラレド         | -                  |
| 99.3   | XHNK-FM      | Digital Ecstasy     | クラシックヒッツ               | ヌエボ・ラレド | stjohnradio.com    |
| 100.5  | KBDR         | La Ley              | Tejano                         | ラレド         |                    |
| 101.5  | XHAS-FM      | Ke Buena            | Norteno                        | ヌエボ・ラレド | kebuena.com        |
| 102.3  | XHMW-FM      | Los 40 Principales  | スペイン・ポップ               | ヌエボ・ラレド | -                  |
| 104.5  | NEW          | La Mas Pesada       | Norteno                        | ヌエボ・ラレド | -                  |
| 104.9  | XHNLR-FM     | Radio UAT           | 大学放送局                     | ヌエボ・ラレド | -                  |
| 106.1  | KNEX (FM)    | Hot 106.1           | アーバン/ リズミック・トップ40 | ラレド         | hot1061.com        |
| 106.5  | NEW          | La Tremenda 106.5]  | Norteno                        | ヌエボ・ラレド | -                  |
| 107.3  | XHGTS-FM     | Digital 107.3       | スペイン・ポップ               | ヌエボ・ラレド | -                  |
| 162.55 | WXK26        | NOAA Weather Radio  | 気象情報                       | ラレド         | -                  |